# Opole

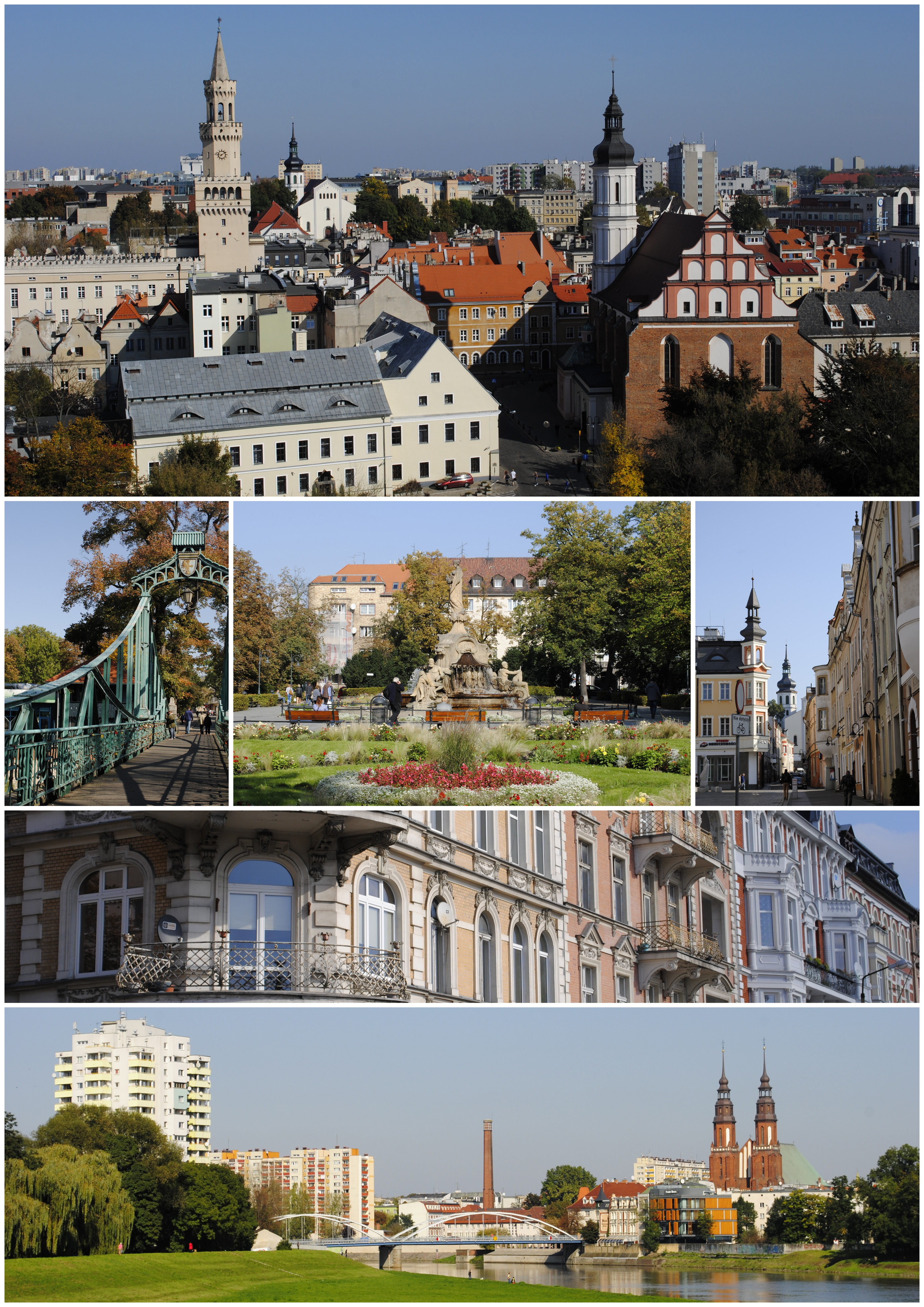
Die Stadt Opole mit Blick vom Piastenturm, der Pfennigbrücke, dem Platz Ignacego Daszyńskiego, dem Oppelner Ring, den gründerzeitlichen Häusern an der ul. 1-Maja und einer Übersicht mit Oder und der Kathedrale zum Heiligen Kreuz

Opole [ɔ'pɔlɛ] (deutsch: Oppeln, schlesisch Uppeln, schlonsakisch Ôpole, tschechisch Opolí) ist die Hauptstadt der Woiwodschaft Opole in Polen. Die Stadt ist Zentrum eines Gebiets der deutschen Minderheit sowie römisch-katholischer Bischofssitz. Zudem beheimatet sie eine Universität, eine Technische Universität, eine Kunst- und Musikschule sowie wissenschaftliche Institute. Sie ist die historische Hauptstadt des Herzogtums Oppeln. Die Entfernung nach Breslau im Nordwesten beträgt etwa 80 Kilometer.

## Geographie
Die Stadt liegt inmitten der Region Oberschlesien beidseitig der Oder auf 175 m n.p.m. zwischen Breslau und Katowice (Kattowitz) auf dem Oppelner Buckel, einer Mikroregion in der Schlesischen Tiefebene, die im Norden durch die Südgroßpolnische Tiefebene und die Wieluner Hochebene, im Osten durch die Schlesische Hochebene mit dem Chelmer Massiv um den St. Annaberg sowie im Süden durch das Sudetenvorland und die Ostsudeten begrenzt wird.

### Stadtteile
- Bierkowice (Birkowitz)
- Borrek (Borki)
- Finkenstein (Brzezie)
- Chmiellowitz (Chmielowice)
- Chwałkowice (Leopoldsberg)
- Czarnowanz (Czarnowąsy)
- Gosławice (Goslawitz)
- Groszowice (Groschowitz)
- Grotowice (Gräfenort)
- Grudzice (Grudschütz)
- Krzanowitz (Krzanowice)
- Malina (Malino)

Stadtteile von Oppeln

- Nowa Wieś Królewska (bis 1930 Königlich Neudorf, bis 1945 Bolko)
- Pascheke (mit Wilhelmsthal)
- Półwieś (Halbendorf)
- Przeskok (Übersprung)
- Sławice (Slawitz)
- Horst (Świerkle)
- Szczepanowice (Sczepanowitz)
- Winau (Winów)
- Wójtowa Wieś (Vogtsdorf)
- Wróblin (Frauendorf)
- Wrzoski (Wreske)
- Wyspa Bolko (Bolko-Insel)
- Zakrzów (Sakrau)
- Zaodrze (Odervorstadt)
- Zirkowitz (Żerkowice)

### Klima
Der geographischen Lage entsprechend, liegt Opole in den warmgemäßigten Mittelbreiten mit einem kontinentalen Wärmehaushalt und einem semihumiden Wasserhaushalt. Die jährliche Durchschnittstemperatur beträgt 8,5 °C bei 160 bis 180 Regentagen.

## Geschichte
Im Oppelner Land sind bereits menschliche Spuren aus Jahrtausenden vor der Ersterwähnung der Stadt aufzufinden. Funde, die unter anderem im Museum des Oppelner Schlesien zu betrachten sind, stammen aus der Jungsteinzeit. In römischen Quellen wird vom Volk der Lugen gesprochen, welches im heutigen Oppelner Land zahlreiche Siedlungen besaß. Bei archäologischen Ausgraben in Chorula oder in Tarnów Opolski wurden Urnenfriedhöfe solcher Siedlungen gefunden. Ebenfalls wurden zahlreiche römische Münzen entdeckt, wobei man davon ausgehen kann, dass diese Völker einen regen Handel mit anderen Völkern betrieben. Hier verlief die Bernsteinstraße, auf welcher Bernstein von der Ostsee in die Mittelmeerregion gelangte.

### Von der Ersterwähnung bis zur Erlangung des Neumarkter Rechtes

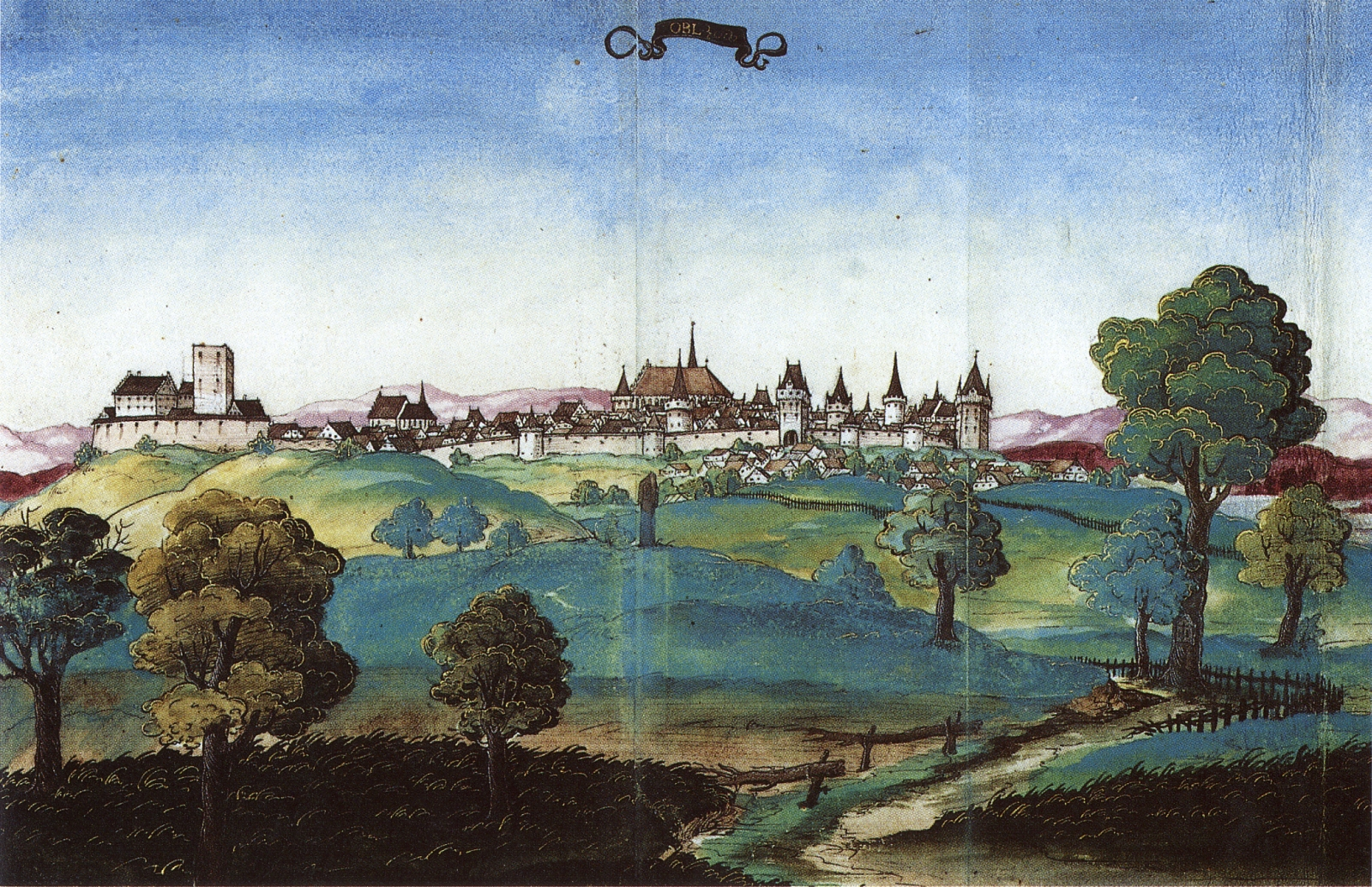
Älteste überlieferte Ansicht Oppelns von 1535, gesehen von Südosten

Das Gebiet war Ende des 9. Jahrhunderts wahrscheinlich ein Teil von Großmähren und kam nach dessen Zerfall um 907 in den Machtbereich des böhmischen Herrschergeschlechts der Přemysliden. Die erste Erwähnung geht auf das frühe 10. Jahrhundert zurück: Im zweiten Abschnitt der Handschrift des Bayerischen Geographen werden ein Stammesgebiet der Opolanen (Opolini) und deren Wallburg an der Oder aufgeführt. Eine Siedlung dieses Stammes befand sich auf der nördlichen Spitze der Pascheke, welche unter dem Namen Ostrówek bekannt ist. Um 990 wurde Schlesien samt dem Gebiet von Oppeln von Mieszko I. dem polnischen Staat angeschlossen. Im Jahr 1039 eroberte Břetislav I. das Gebiet für elf Jahre zurück, wodurch Oppeln wieder an Böhmen fiel. Im Jahr 1050 eroberte Kasimir I. Schlesien zurück, wodurch es in den Machtbereich der Piasten zurückfiel. Der Tod von Bolesław III. Schiefmund im Jahr 1138 leitete in Polen die Periode der Teilfürstentümer ein, wobei Schlesien dem ältesten Sohn Władysław II. zugesprochen wurde. Nach dessen Tod wurde Schlesien 1163 in zwei Fürstentümer, 1179 dann in drei feudale Kleinstaaten aufgeteilt, darunter das Herzogtum Oppeln, Ottmachau und Neisse. Der erste Herzog wurde Fürst Jaroslaw, der zeitgleich ab 1198 Bischof von Breslau war.

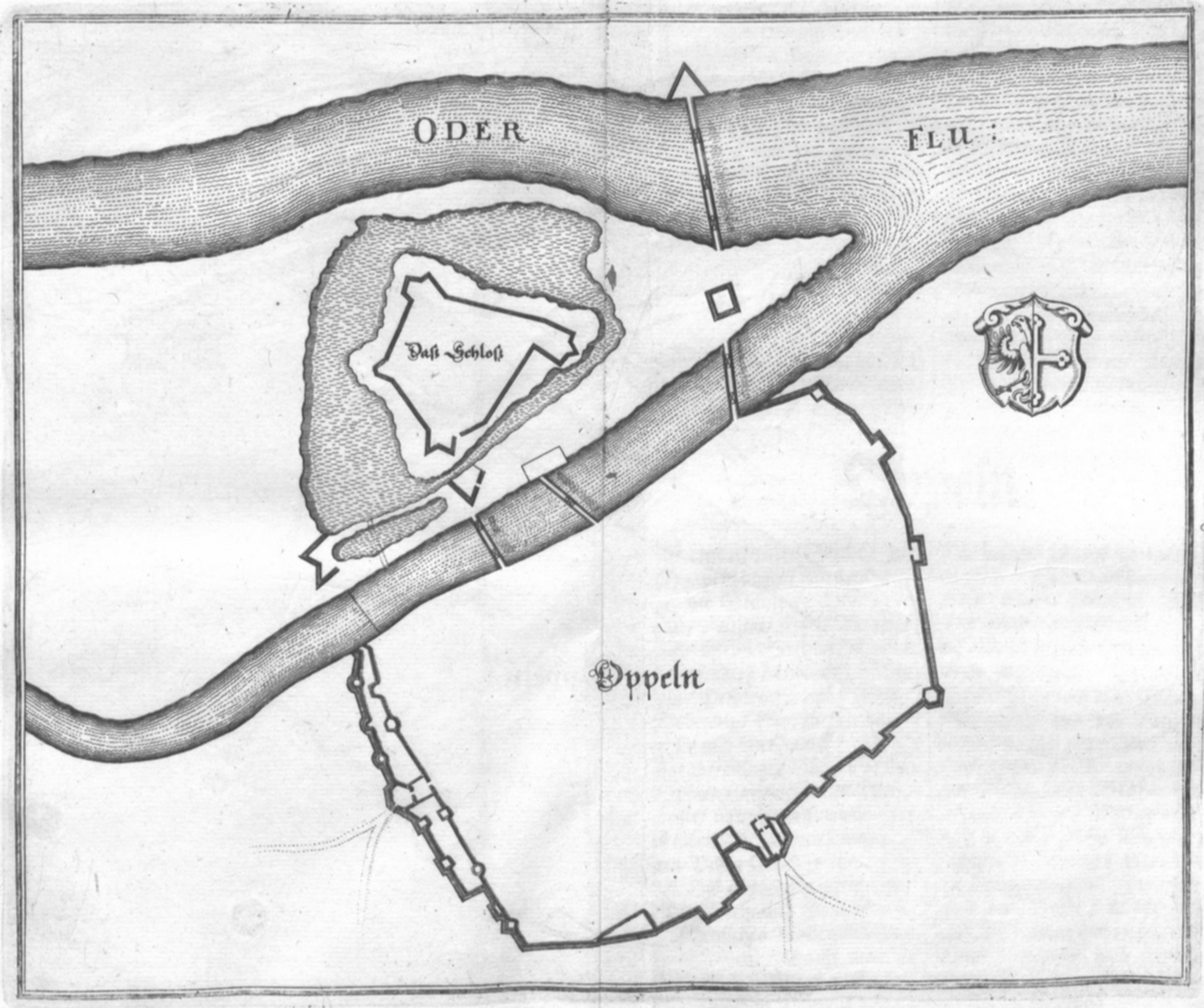
Der Merianplan von 1650 zeigt deutlich die Umrisse der Oppelner Stadtbefestigung

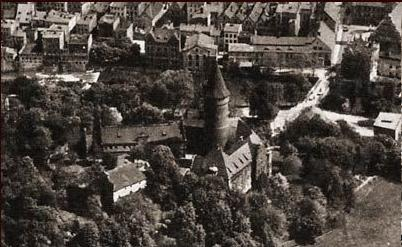
Das ehemalige Piastenschloss mit Piastenturm (Abriss 1928–1930)

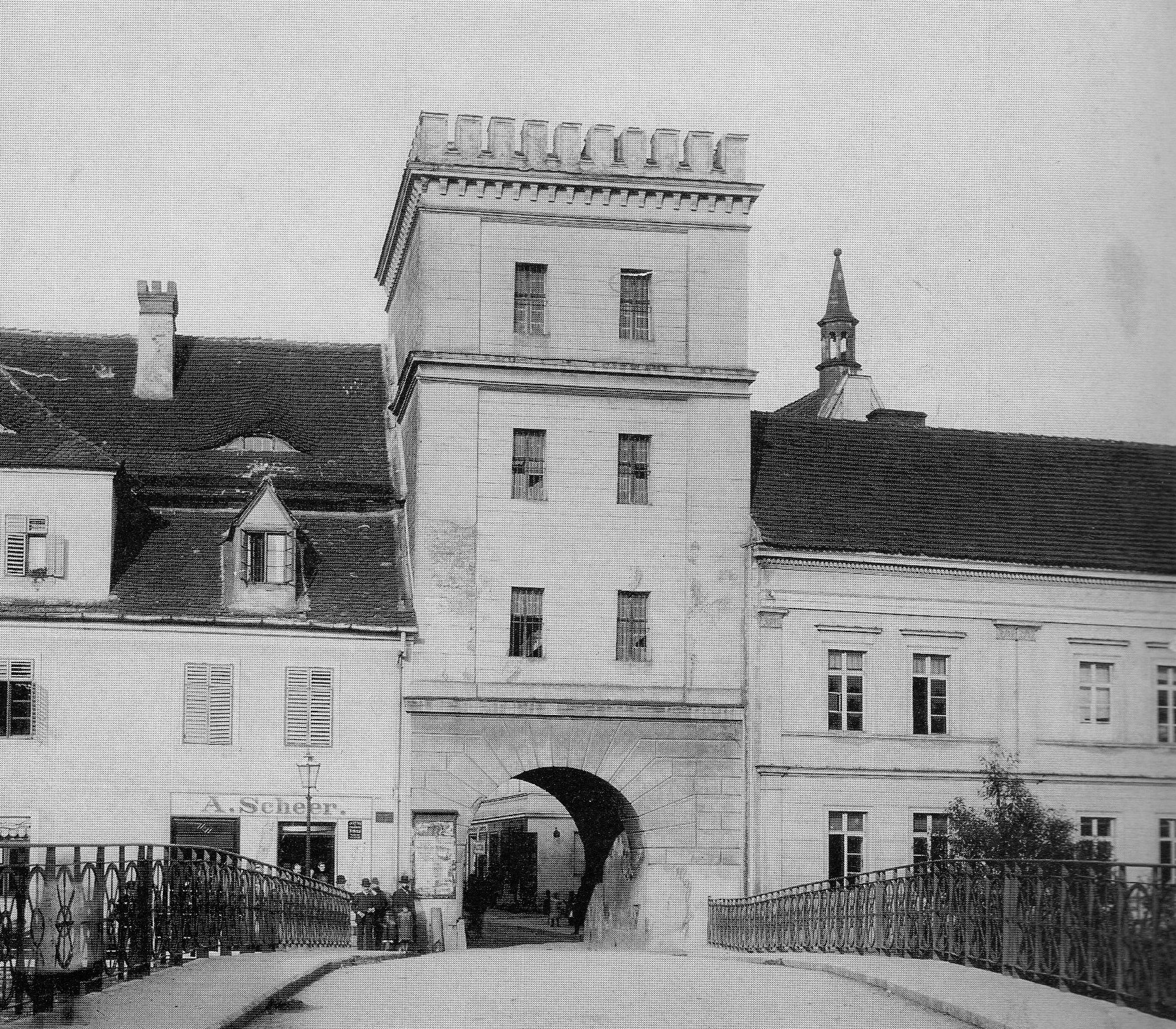
Eine Aufnahme des Odertores aus dem Jahr 1880. Das Tor wurde erst 1889 abgerissen und befand sich an der heutigen ul. Katedra. Rechts die Turmspitze der Alexiuskapelle.

Im Jahr 1201 nahm Mieszko I. von Oppeln das südschlesische Herzogtum in Besitz und gründete die Dynastie der Oppeln-Ratiborer Piasten. Als Seniorherzog von Polen (1210–1211) wird er Mieszko IV. genannt. Dessen Sohn Kasimir I. (1178–1230) verlagerte die Hauptstadt des Fürstentums von Ratibor nach Oppeln. Zu dieser Zeit war die Stadt eine Kastellanei. Zwischen 1211 und 1217 wurde durch den Herzog Kasimir I., wahrscheinlich nach Flämischem Recht, eine Stadt als Kaufmannsansiedlung am Oderübergang gegründet. Dadurch gilt Kasimir I. in den Geschichtsbüchern als Gründer der Stadt Opole. Im Jahr 1228 ließ er in einer Urkunde festlegen, dass die Stadt und die Burg mit einer Mauer aus Ziegelstein zu befestigen sei. Zu dieser Zeit kamen viele Menschen, vor allem aus Westeuropa in die neugegründete Stadt, darunter Deutsche, Flamen und Wallonen. Auf dem Ostrówek ließ der Herzog ebenfalls ein Schloss bauen, das in den 1920er Jahren abgerissene Piastenschloss. Kasimir I. förderte den Handel und das Handwerk in der Stadt. 1222 wurde die Kreuzkirche zum ersten Mal erwähnt und kurze Zeit später zum Kollegiatstift erweitert. Im Jahr 1295 wurde sie Pfarrkirche der Stadt, womit sie die Aldalbertkirche ablöste.
In der Schlacht bei Oppeln besiegte 1241 ein Heer der Goldenen Horde eine polnische Streitmacht. Im weiteren Verlauf des 13. Jahrhunderts wurde der Enkel Kasimirs I. 1246 Herzog des Fürstentums. Er bemühte sich um eine bessere Entwicklung der Stadt, besiedelte neue Gebiete im Reich und gründete neue Städte. Nach dessen Tod wurde das Fürstentum Oppeln unter seinen Söhnen aufgeteilt. Das herzogliche Oppeln ging an Bolko I. Dieser errichtete die steinerne Wehrmauer um die Stadt, ließ die niedergebrannte Franziskanerkirche wieder aufbauen, erweiterte die Kathedrale zum Heiligen Kreuz und vollendete den Bau des Schlosses. Die Stadtbefestigung bestand aus fünf Toren mit Tortürmen. Im Süden befand sich das Beuthener Tor (auch Groschowizer Tor genannt), im Osten das Goslawitzer Tor, im Norden das Nikolaitor (dieses war aber zugemauert und konnte nicht passiert werden) und im Westen zur Oder hin das Oder- und Schlosstor. Des Weiteren existierten noch weitere drei Wehrtürme. An der Kathedrale befand sich der Barborkaturm, im Osten an der Bergelkirche der Flettnerturm und der Wilkturm am Tuchmarkt.
Im Jahr 1327 verlieh der Oppelner Herzog Bolko II. der Stadt das Neumarkter Recht. Im selben Jahr huldigten Bolko II. von Oppeln sowie weitere schlesische Herzöge dem böhmischen König Johann von Luxemburg, der ein Sohn des römisch-deutschen Kaisers Heinrich VII. war. Mit dem Vertrag von Trentschin akzeptierte der polnische König Kasimir der Große im Jahr 1335 den Verlust von Schlesien. Das Herzogtum Oppeln gehörte somit zum Königreich Böhmen, das Bestandteil des Heiligen Römischen Reiches war. 1410 wurde der Stadt das Magdeburger Recht verliehen. Bolko III. (Oppeln) regierte gemeinsam mit seinem Bruder Wladislaus II. Dieser war Anwärter auf den polnischen Thron und bekleidete daneben hohe Funktionen im Reich. Johann I., Sohn Bolkos III., regierte von 1382 bis 1421 das Herzogtum. Er errichtete die ersten gemauerten Gebäude in der Stadt sowie das Hospital und die Alexiuskapelle.

### Vom Ende der Oppelner Piasten-Dynastie bis 1900

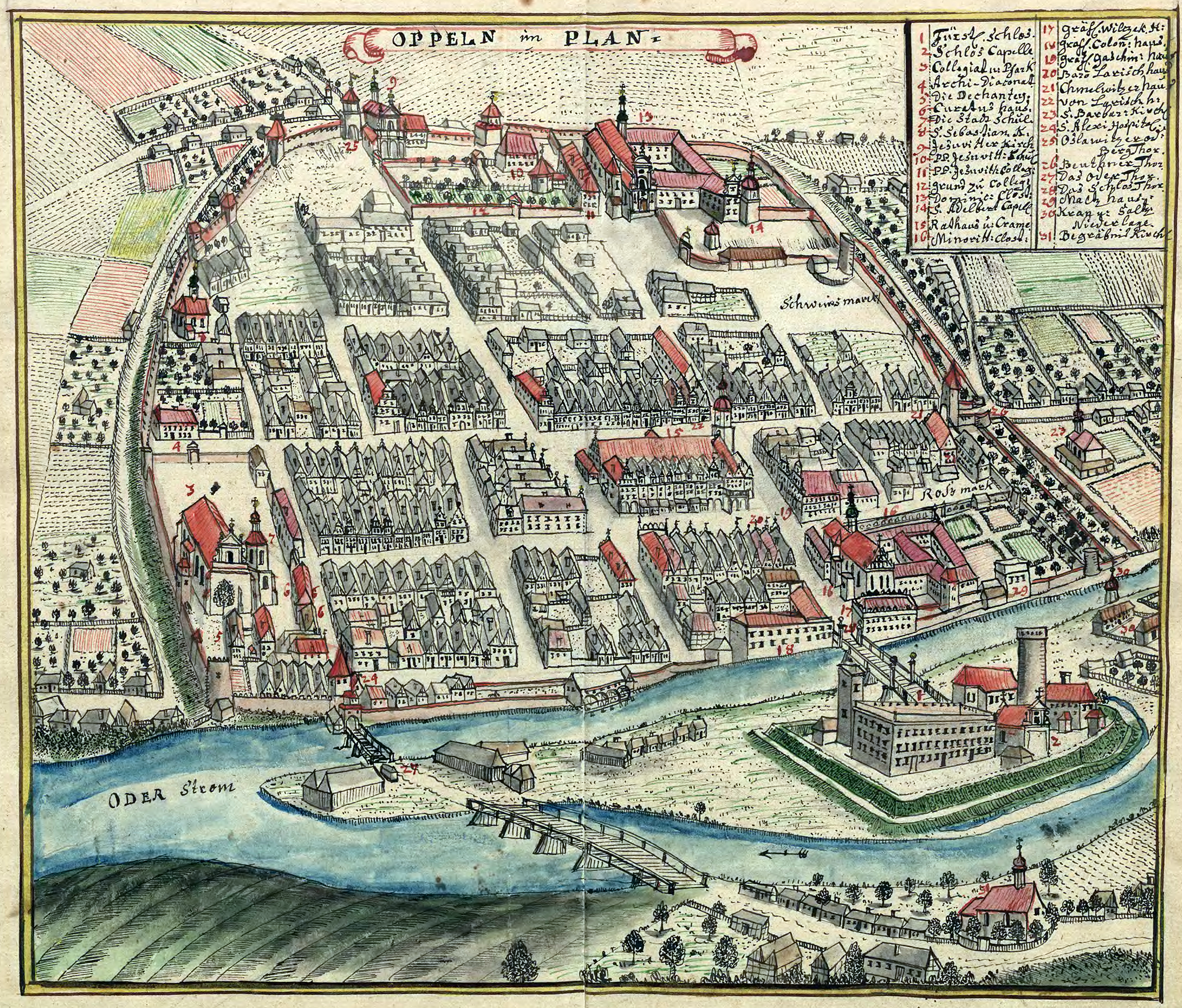
Plan von Oppeln aus dem 18. Jahrhundert

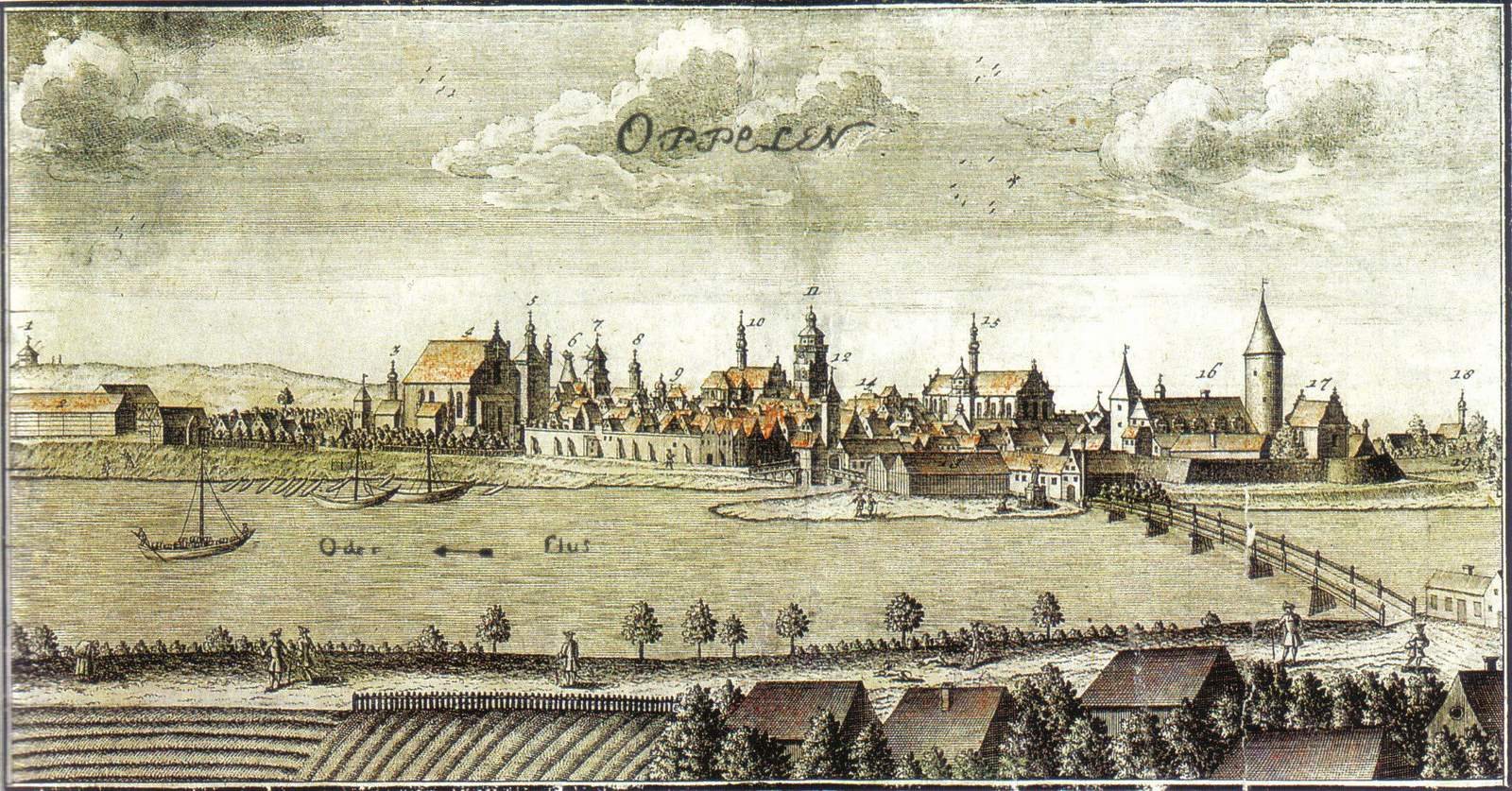
Darstellung von Oppeln in einem alten Stich von 1734

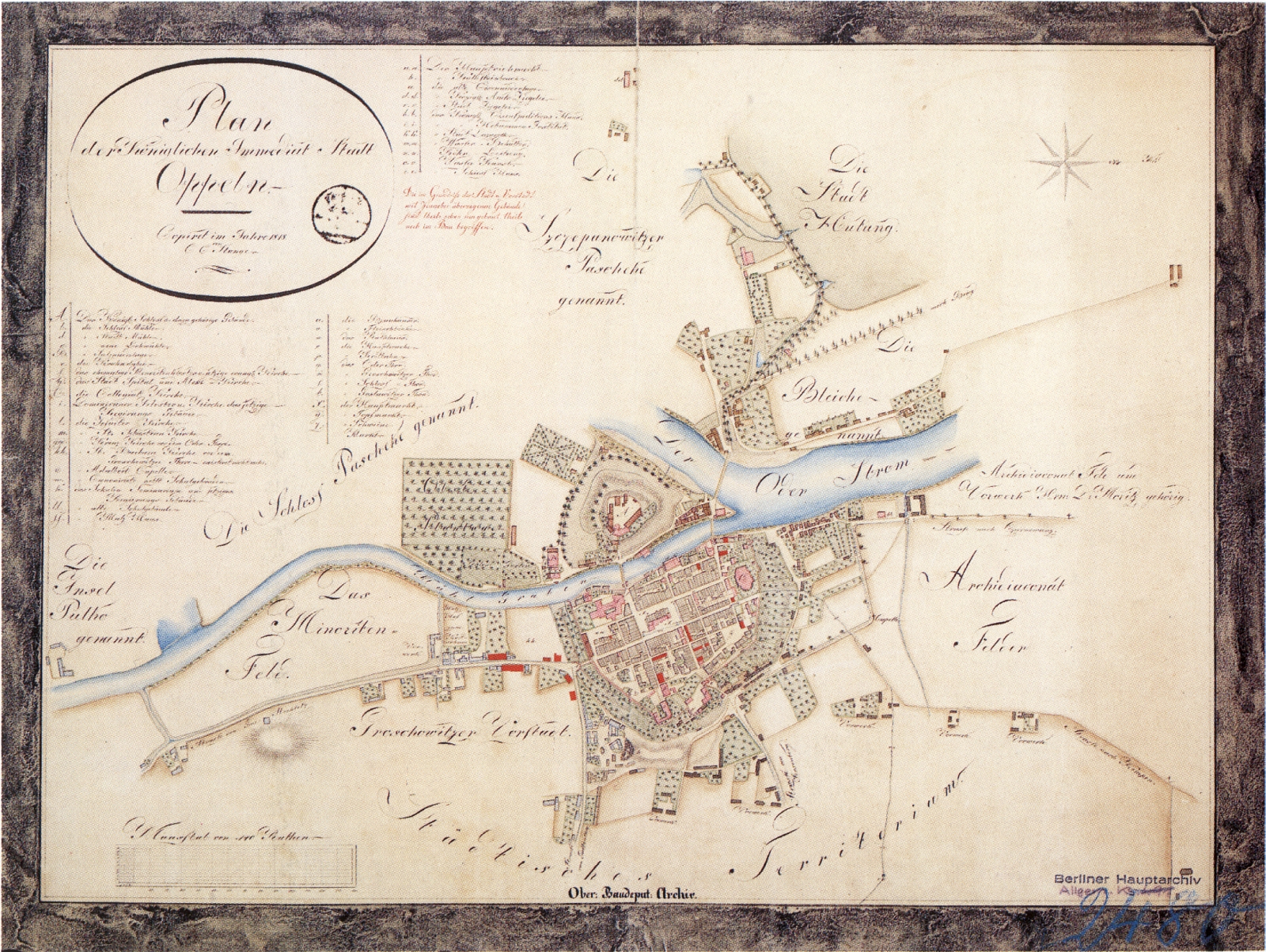
Stadtplan von Oppeln aus dem Jahr 1818

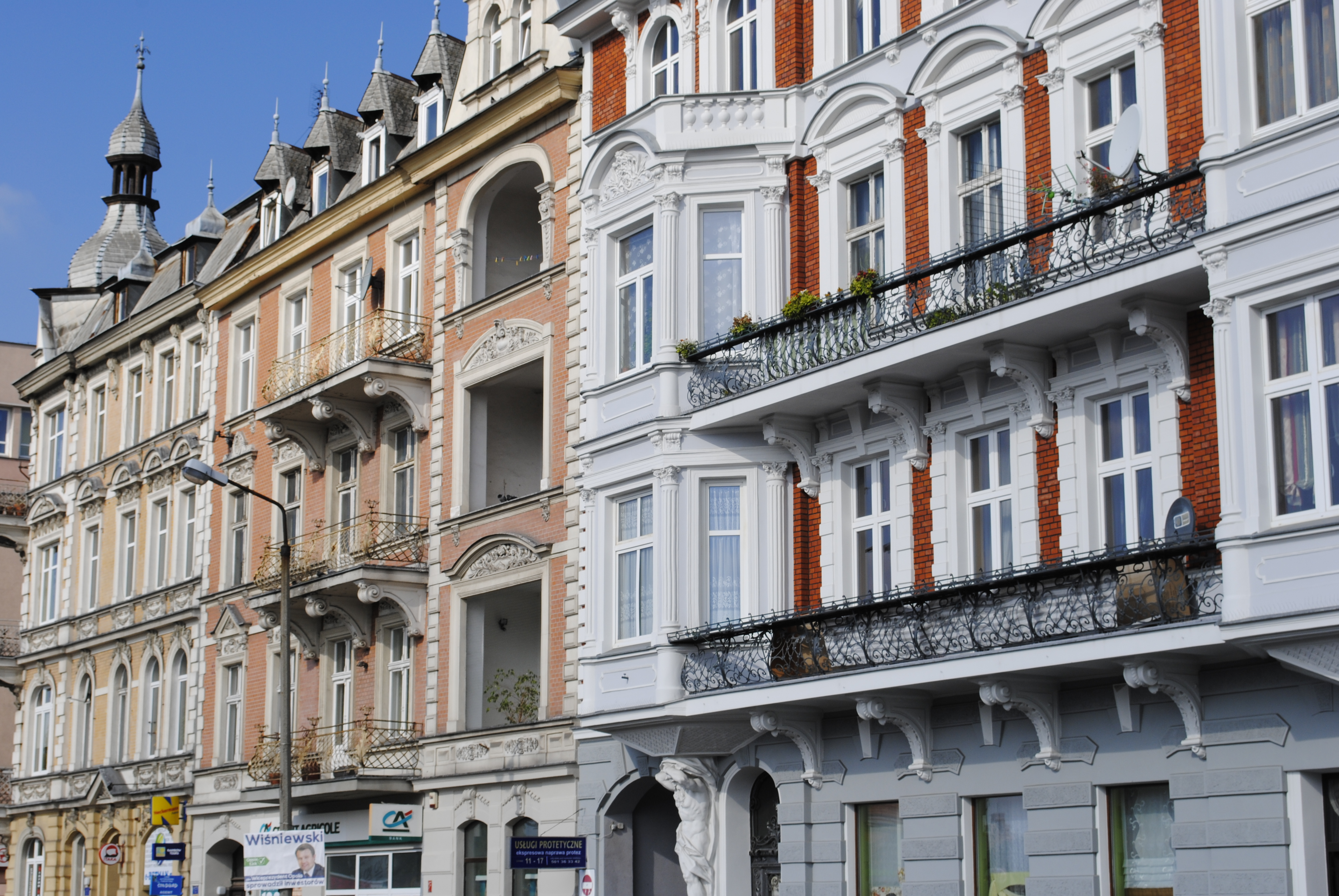
Gründerzeitliche Wohnhäuser an der ul. 1-maja

Der letzte Schlesische Piast von Oppeln war Johann II., auch bekannt unter dem Namen Johann der Gute. Er widmete der Stadt das heutige Wappen und verfasste die ersten Bergbaugesetze. Ab 1514 war Oppeln eines der größten Zentren der schlesischen Tuchwebereien. Zu dieser Zeit wurde Oppeln immer mehr zu einem wichtigen Handelszentrum. Selbst Zollgebühren durfte die Stadt bereits einführen. 1528 schlossen Johann der Gute und Ferdinand I. in seiner Eigenschaft als König von Böhmen einen Vertrag, wonach das Herzogtum samt der Stadt Oppeln nach dessen Tod an die Krone Böhmen fallen solle. Mit dem Tod Johanns des Guten am 27. März 1532 fiel das Herzogturm als erledigtes Lehen durch Heimfall an Böhmen. Als „Erb“fürstentum wurde es zwischen 1532 und 1666 mehrmals verpfändet.
Im Jahr 1615 zerstörte ein Großbrand sämtliche Häuser innerhalb der Stadtmauern. Während des Dreißigjährigen Kriegs wurde die wiederaufgebaute Stadt erneut zu großen Teilen zerstört, darunter auch das Piastenschloss. Im Jahr 1655 hielt sich der polnische König Johann II. Kasimir in der Stadt auf. Er war vor der „Schwedenflut“, die im Zweiten Nordischen Krieg fast ganz Polen besetzt hatte, nach Schlesien geflohen. In Oppeln verfasste er einen Appell an sein Volk, in dem er seine polnischen Untertanen zum Kampf gegen die Schweden aufforderte. Die Stadt war in den Jahren 1645 bis 1666 an das Haus-Wasa verpfändet worden, da die Habsburger auch bei ihnen Schulden hatten. Der häufige Wechsel der Obrigkeit hemmte die Entwicklung der Stadt und des Fürstentums. Im Jahr 1679 grassierte die Pest in Oppeln und forderte mehr als 900 Todesopfer. 1739 wütete ein Großbrand in der Stadt und zerstörte knapp zwei Drittel der Stadt. Von knapp 210 Häusern fielen 135 den Flammen zum Opfer.
Im 18. Jahrhundert gehörte Oppeln zur Steuerrätliche Inspektion in Neustadt O.S. Nach dem Ersten Schlesischen Krieg 1742 fiel der Großteil Schlesiens samt Oppeln an Preußen. Die preußische Verwaltung führte erstmals in der Geschichte der Stadt die allgemeine Schulpflicht ein; dadurch wurde der Anteil der polnischsprachigen Einwohner der Stadt weiter verringert. Auch nahmen neben einem neuen Post- und Steueramt eine Salz- und Baubehörde ihre Arbeit auf. Weiterhin wurde 1747 die erste Garnison in Oppeln stationiert. Damit sich Oppeln schneller entwickeln konnte, bekam jeder, der ein Haus bauen wollte, eine Unterstützung von 50 bis 80 Talern. Weiterhin wurden Fabriken und Manufakturen gefördert und es entstanden erste Hüttensiedlungen im Oppelner Umland. Zugleich wurde an allen Ämtern und Schulen die deutsche Sprache eingeführt.
Zu Beginn des 19. Jahrhunderts entwickelte sich Oppeln zu einem wichtigen Verwaltungs- und Industriezentrum. Mit der Neustrukturierung der Kreisgliederungen in Preußen im Jahr 1816 wurde der Sitz des Oberschlesischen Regierungsbezirks von Brieg nach Oppeln verlegt. Diese Funktion hatte Oppeln bis 1945 inne. Dadurch wuchs die Einwohnerzahl, und die Bautätigkeit der Stadt nahm zu. 1816 lebten 4050 Menschen in der Stadt. 1822 begann man mit dem Abriss der Stadtbefestigung. Im selben Jahr erhielt das Rathaus einen Neubau. 1824 entstand die Kolonie „Wilhelmstal“ auf der Paschekeinsel. Zur gleichen Zeit wurde neuer Wohnraum für neu hingezogene Beamte erbaut. Zu Beginn der 1830er Jahre wurde die Alte Regierung am heutigen Plac Wolności (bis 1945 Regierungsplatz) erbaut. 1839 wurde die Hebammenschule an der Bergelkirche errichtet. 1840 wurde die noch heute stehende Alte Synagoge am Mühlgraben gebaut. Kurze Zeit später, im Jahr 1843, eröffnete die Oberschlesische Eisenbahn den Bahnverkehr zwischen Oppeln und Breslau sowie 1846 die Anbindung an das Industriegebiet rund um Kattowitz und Zabrze.
Ab der Mitte des 19. Jahrhunderts entwickelte sich Oppeln zu einem wichtigen Zentrum der Zementindustrie. Mit der Eröffnung der ersten „Portland Zementwerke“, gegründet durch den schlesischen Industriellen Friedrich Wilhelm Grundmann, begann das Zeitalter der Zementindustrie im Oppelner Land. Bereits einige Jahre später existierten weitere acht Zementfabriken. Im Jahr 1863 wurde das städtische Gaswerk eingerichtet und 1886 der Hafen am Mühlgraben eröffnet. 1890 lebten knapp 19.000 Menschen in der Stadt. 1891 wurde die Insel Pascheke eingemeindet. Im Jahr 1897 weihte Leo Baeck die auf der Paschekeinsel erbaute Neue Synagoge ein. Im selben Jahr wurden die neue Kaserne und die Mädchenschule eröffnet. Des Weiteren wurde mit dem Bau des Wasserleitungsnetzes begonnen. Ende des 19. Jahrhunderts wurden die Kirchtürme der Kathedrale, der Bergelkirche sowie der Franziskanerkirche ausgebaut. Zu dieser Zeit lebten überwiegend Deutsche in der Stadt, Polen und Juden bildeten hingegen eine Minderheit. Dreiviertel der städtischen Bevölkerung gehörten dem römisch-katholischen Glauben an, knapp zwanzig Prozent dem protestantischen und fünf Prozent dem jüdischen. 1899 schied Oppeln aus dem Landkreis Oppeln aus und bildete einen eigenen Stadtkreis.

### 1900–1944

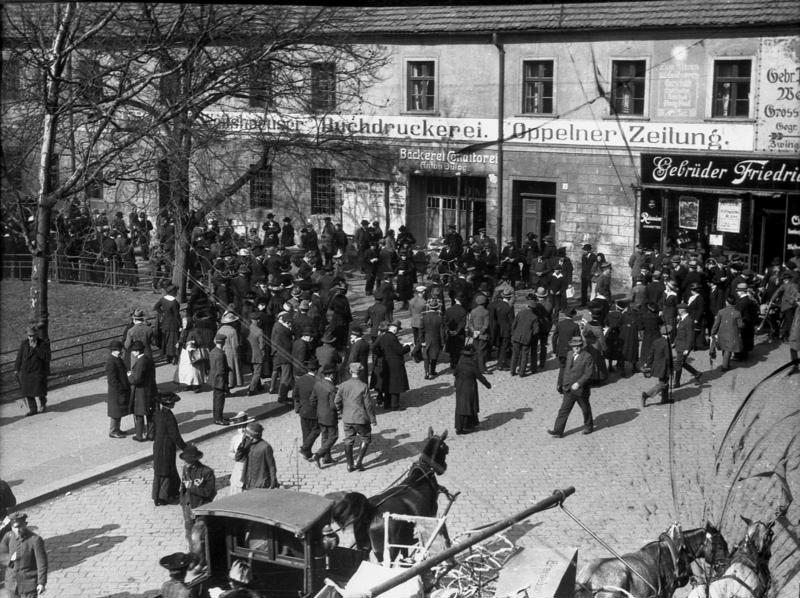
Warten auf die Ergebnisse der Volksabstimmung 1921

Am Anfang des 20. Jahrhunderts hatte Oppeln eine evangelische Kirche, zwei katholische Kirchen, eine Synagoge, ein Gymnasium, eine Präparandenanstalt, eine landwirtschaftliche Winterschule, ein großes Krankenhaus, Zement-, Maschinen-, Fass- und Zigarrenfabrikation, eine Kalkbrennerei, eine Bierbrauerei, Schifffahrt, Speditionsbetriebe, drei Sägewerke, eine Mahlmühle, Getreide- und Viehhandel, eine Handelskammer (erbaut vom Werkbund-Architekten Heinrich Lauterbach) und eine Reichsbanknebenstelle und war Sitz des Landgerichts Oppeln sowie Regierungssitz.
In den Jahren 1902 bis 1913 wurde der Handelshafen an der Oder in Sakrau (Zakrzów) erbaut. Im Jahr 1909 wurde der Ostbahnhof eröffnet, 1910 kaufte die Stadt die Bolko-Insel, und 1911 wurde das Bismarckdenkmal auf dem Bahnhofsplatz enthüllt. (Teile wurden nach seiner Entfernung 1945 im Jahr 2021 wiedergefunden.) Nach dem verlorenen Ersten Weltkrieg wurde aufgrund der Beschlüsse des Friedensvertrags von Versailles eine Volksabstimmung in Oberschlesien durchgeführt, um die politische Zugehörigkeit des Gebiets zu bestimmen. Bei der Volksabstimmung am 20. März 1921 stimmten 20.816 Wahlberechtigte (94,7 % der abgegebenen Stimmen) für einen Verbleib beim Deutschen Reich, 1.098 für Polen (5,0 %). Ungültig waren 70 Stimmen (0,3 %). Die Wahlbeteiligung betrug 95,9 %. Im Vergleich hierzu stimmten in Stadt und Landkreis Oppeln zusammengenommen 24,0 % für Polen.
Bis zur Abtretung Ostoberschlesiens an Polen im Jahr 1922 gehörte auch das Oberschlesische Industrierevier (die heutige Woiwodschaft Schlesien) rund um Katowice zum Oppelner Regierungsbezirk. Die Stadt mit ihrer überwiegend katholischen Bevölkerung wurde zur Hochburg der Zentrumspartei. Bei den letzten freien Reichstagswahlen am 6. November 1932 erhielt das Zentrum in Oppeln 35,9 % der Stimmen und lag damit deutlich vor der NSDAP (26,8 %). Es folgte die KPD (16,8 %) und die SPD (9,1 %).

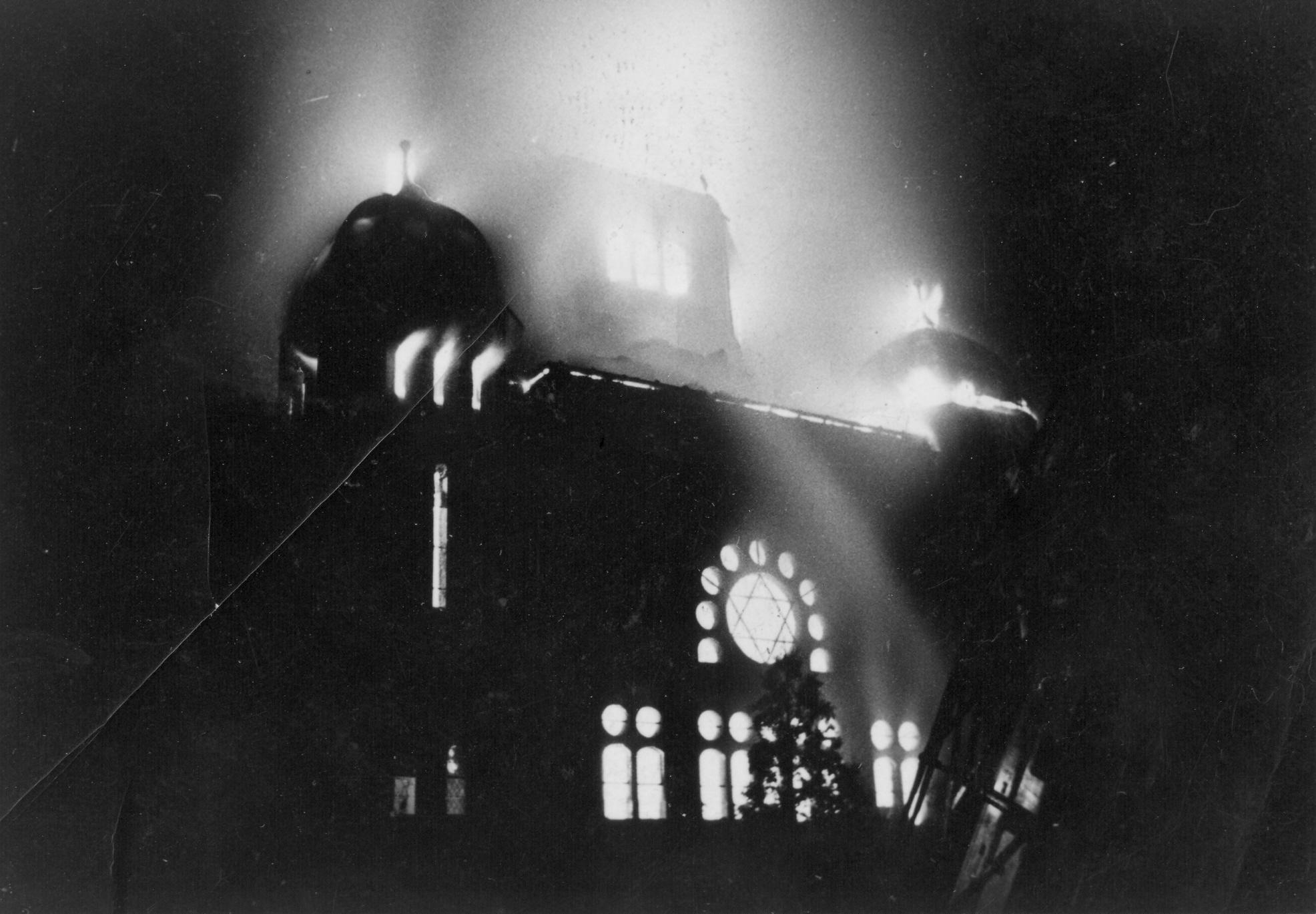
Die Synagoge an der Hafenstraße während des Brandes am 9. November 1938

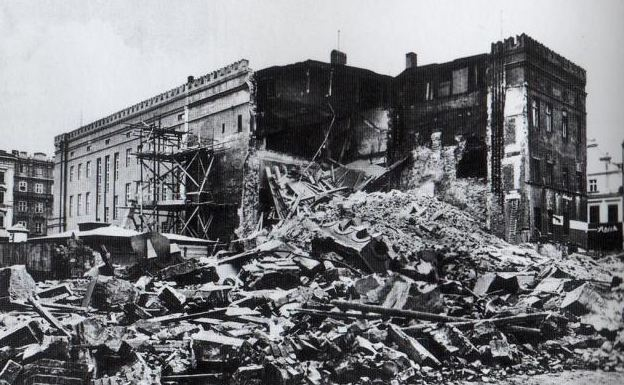
Der eingestürzte Rathausturm 1934

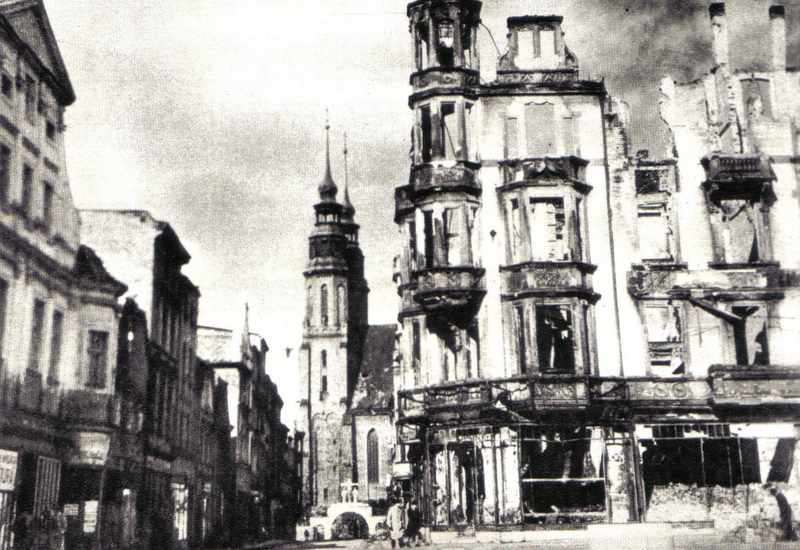
Kriegszerstörungen 1945, Ring

Zwischen 1928 und 1931 wurde das am Ostrówek befindliche Piastenschloss abgerissen und durch das neue Regierungsgebäude ersetzt. Erhalten blieb lediglich der Piastenturm. Beim Abriss des Schlosses entdeckte man die Fundamente einer alten slawischen Ansiedlung. 1934 kam es bei Umbauten am Rathaus zum Einsturz des Rathausturmes. Dieser wurde aber zwei Jahre später wieder aufgebaut. Im Jahr 1936 wurden die Dörfer Szczepanowice und Półwieś eingemeindet. Bei der „Reichskristallnacht“ am 9. November 1938 wurde die Synagoge an der Hafenstraße (heute ul. Piastowska) zerstört und abgerissen. Ebenfalls wurden jüdische Geschäfte zerstört und Juden schikaniert und vertrieben.
Im Jahr 1944 des Zweiten Weltkriegs erklärte man Oppeln zur Festung. Stadtkommandant war Oberst Friedrich-Albrecht Graf von Pfeil.

### 1945 bis 2000
Bis zum Jahr 1945 war Oppeln Verwaltungssitz des Regierungsbezirks Oppeln der preußischen Provinz Schlesien des Deutschen Reichs.
Das Kriegsgeschehen erreichte Oppeln vier Monate vor Kriegsende. Anfang 1945 wurde ein Teil der deutschen Bevölkerung mit Zügen in das vermeintlich sichere Breslau gebracht. Man versuchte vergeblich, die Stadt zu befestigen, doch es fehlte an Material und Arbeitskräften. Auch Oberst Graf von Pfeil sah, dass es sinnlos war, die Stadt zu verteidigen, und ließ die letzten verbliebenen Truppen aus der Stadt schaffen. Beim Rückzug wurden alle Brücken im Stadtgebiet gesprengt. Graf von Pfeil erschoss sich am 23. Januar 1945, nachdem der Kommandeur der Heeresgruppe Mitte, der berüchtigte Generaloberst Ferdinand Schörner, ihm wegen fehlender Panzersperren mit Degradierung gedroht hatte.
Am 23./24. Januar 1945 nahm die Rote Armee die Stadtteile östlich der Oder ein. Erst am 15. März 1945 eroberten Einheiten der 1. Ukrainischen Front der Roten Armee das restliche Stadtgebiet. Am 24. März 1945 wurde die Stadt von der Sowjetunion gemäß der Jalta-Konferenz der Verwaltung der Volksrepublik Polen unterstellt. Die Stadt zählte an dem Tag nur noch 170 Einwohner; etwa 60 % der Stadt waren zerstört.
Die umliegenden Zementfabriken in Oppeln wurden im Krieg ebenfalls stark zerstört. Die Zementfabrik Odra beispielsweise verlor ihren gesamten Maschinenpark. Als erstes Werk konnte die Zementfabrik Groschowitz ihren Betrieb wieder aufnehmen. 1947 folgte das Zementwerk Königlich Neudorf/Bolko. Das Zementwerk Odra nahm seinen Betrieb erst 1951 wieder auf.
Bereits im April 1945 begann die Zuwanderung polnischer Migranten, die zum Teil im Zuge der Zwangsumsiedlung von Polen aus den ehemaligen polnischen Ostgebieten 1944–1946 vertrieben worden waren. Gleichzeitig kehrten nach dem Ende der Kampfhandlungen Tausende der deutschen Einwohner der Stadt in ihre Häuser zurück, soweit sie nicht zerstört waren. Die provisorische Regierung Polens, das sogenannte Lubliner Komitee, soll bereits im Juli 1944 in einem Geheimtreffen mit sowjetischen Führungskräften den Wunsch vorgetragen haben, fast ganz Schlesien, nämlich das gesamte Gebiet östlich von Oder und Lausitzer Neiße, zu annektieren und Polen zuzuschlagen. In den Jahren 1945/46 wurden die Deutschen von der örtlichen polnischen Verwaltungsbehörde vertrieben oder in Arbeitslager der Umgebung deportiert, u. a. nach Lamsdorf. Die polnische Verwaltung entfernte systematisch die Spuren der deutschen Vergangenheit: Straßen- und Unternehmensnamen wurden durch polnische ersetzt, der Bestand vieler Bibliotheken wurde verbrannt. Der öffentliche Gebrauch der deutschen Sprache war verboten; in den Schulen wurde bis zur politischen Wende von 1989 kein Deutsch gelehrt.

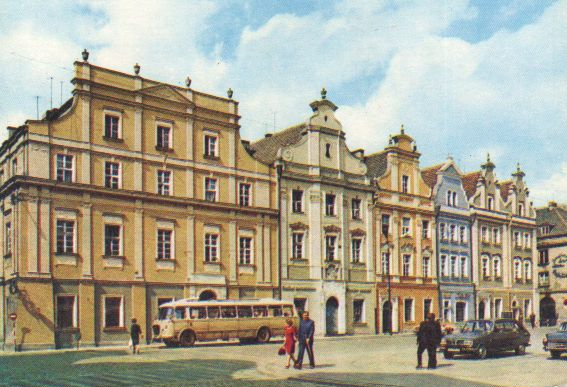
Die Nordseite des Ringes in den 1970er Jahren

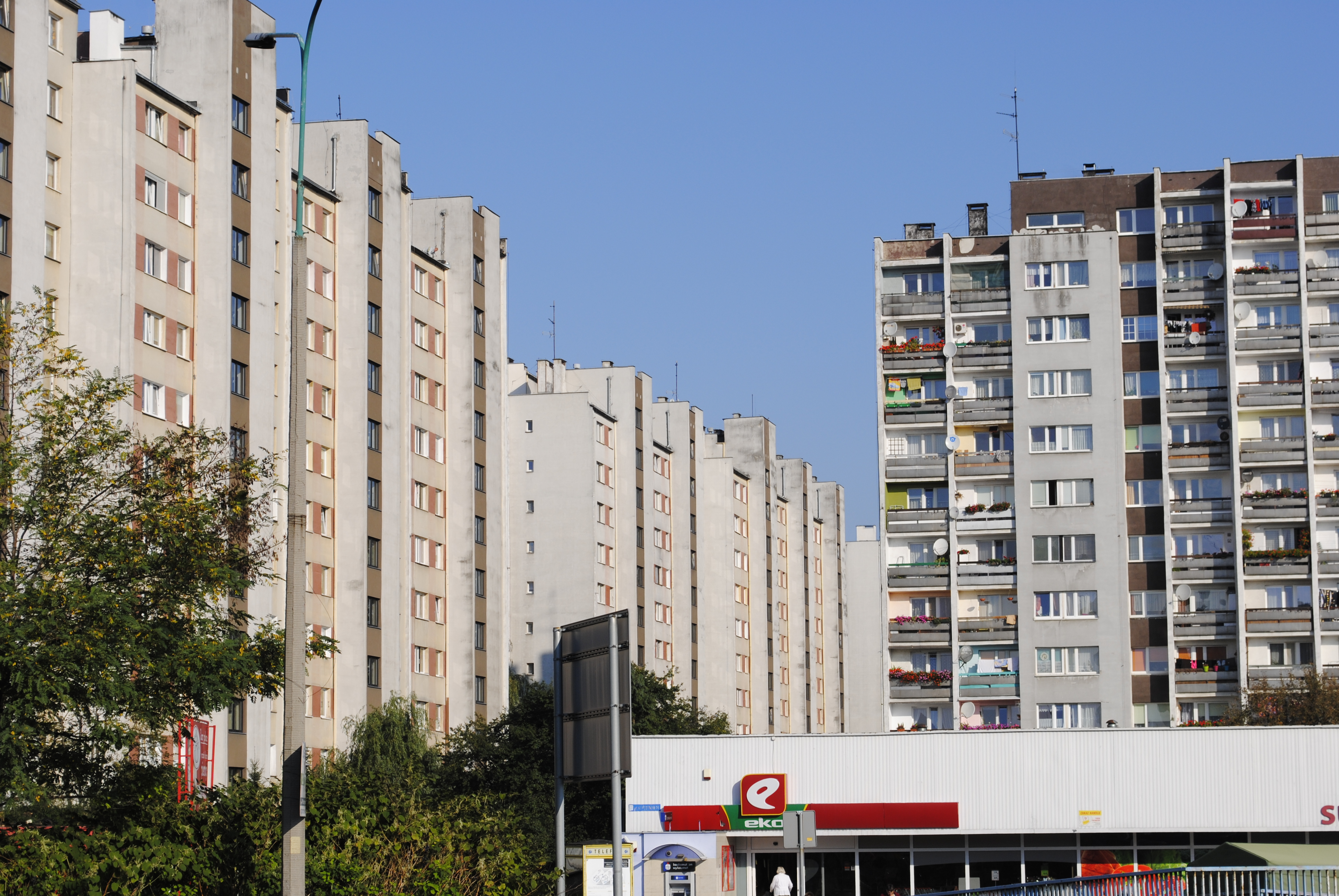
Wohnhäuser aus den 1970er Jahren im Oppelner Stadtteil Zaodrze an der ul. Niemodlinska

Ab 1947 begann man mit dem Wiederaufbau der Stadt. Die Häuser und Fassaden in der Altstadt wurden teilweise originalgetreu rekonstruiert oder durch modernen Wohnungsbau ersetzt. Die Häuser am Ring beispielsweise erhielten teilweise ihre alte Fassade wieder oder wurden mit neuen historisierenden Fassaden, meist im barocken Stil, wiederaufgebaut. Einige ausgebrannte Gebäude, wie die Alte Regierung am Plac Wolnósci, wurden abgetragen, um Platz für Grünanlagen zu schaffen. In den ersten Jahren nach dem Krieg entstanden schnell neue Wohnhäuser. Bereits 1950 lebten in der Stadt knapp 38.000 Menschen, wobei die meisten aus den ehemaligen Ostgebieten Polens stammten. Mit der Gründung der Woiwodschaft Opole im Jahr 1950 wurde die Stadt gleichzeitig die Hauptstadt des gleichnamigen Landes. Im Jahr 1955 wurde der Ort Nowa Wieś Królewska eingemeindet, 1961 der Ort Kolonia Gosławicka und 1965 Groszowice. 1974 folgte der Ort Gosławice, und 1975 wurden die Ortschaften Wójtowa Wieś, Wróblin, Malina, Grotowice und Bierkowice eingemeindet.
In den 1960er und 1970er Jahren gehörte Oppeln zu den am stärksten durch Staub belasteten Städten in Polen.
Die zahlreichen Zementfabriken im Stadtgebiet überschritten die Emissionsnormen; im Winter kam noch Feinstaub von Kohleöfen und Kohlekraftwerken hinzu. Erst ab den 1980er Jahren wurde durch die Installation von Entstaubungsanlagen versucht, die Staubbelastung zu senken.
In den Jahren 1957 bis 1963 wurde das Festival „Die Tage von Opole“ abgehalten, wobei im gesamten Stadtgebiet Konzerte, Tanzabende, Theatervorstellungen, Ausstellungen und Leistungsschauen der Oppelner Industrie stattfanden. Mit der Erhebung der Stadt zur „Metropole des polnischen Schlagers“ verlor dieses Fest an Bedeutung und wurde 1963 durch das Landesfestival des Polnischen Liedes ersetzt. Das erste Festival fand vom 19. bis zum 23. Juni 1963 im neu erbauten Amphitheater statt. Mit den Jahren gewann dieses Schlagerfestival immer mehr an Popularität und zählt heute zu den wichtigsten musikalischen Veranstaltungen in ganz Polen. 1972 wurde das Bistum Opole von Papst Paul VI. ausgerufen. 1975 wurde das Jan-Kochanowski-Theater eröffnet. Am 16. Februar 1990 kam es zur Anerkennung der deutschen Minderheit in Polen, die vor allem im Gebiet Oppelner Schlesien beheimatet ist. 1994 wurde die Universität Opole gegründet.
Im Jahr 1997 wurde Opole von der Jahrhundertflut an der Oder heimgesucht. Am 8. Juli wurde der Alarmzustand ausgerufen und das Hochwasser erreichte am 10. Juli seinen Höchststand von 777 cm. Vor allem die Vorstädte wie Zaodrze, Wójtowa Wieś oder Szczepanowice wurden überflutet, aber auch die Inseln Pascheke sowie die Bolko-Insel mit dem Zoo. Viele denkmalgeschützte Gebäude wie das Eishaus am Schlossteich, die Pfennigbrücke oder das Amphitheater wurden überschwemmt. Im Zoo ertranken viele der Tiere, da man sie nicht rechtzeitig retten konnte.
 Im Jahr 2004 verlieh die Universität Opole die Ehrendoktorwürde an Papst Johannes Paul II.

### 2017 und danach
Zum 1. Januar 2017 wurde die Stadt um mehrere Orte aus dem Powiat Opolski (Landkreis Oppeln) vergrößert. Dies geschah entgegen dem Willen der eingemeindeten Orte, einseitig auf Wunsch der Stadt Oppeln. Die Einwohner der betroffenen Orte stimmten zu 90 % gegen eine Eingemeindung in die Stadt. Besonders schwer traf es die Gemeinde Groß Döbern, die die Hälfte ihrer Orte, somit einen Großteil ihrer Einwohner, und wichtige Wirtschaftsbetriebe und somit Arbeitsplätze und Gewerbeeinnahmen verlor. Das Bekanntwerden der Vergrößerungspläne führte zu regelmäßigen Protesten und Streiks, und sogar zu Blockaden. Ende Dezember 2016 befanden sich Einwohner der eingemeindeten Orte sogar in einem Hungerstreik, in dem sie auf ein Treffen mit Regierungsvertretern hofften. Ursprünglich plante man Gebiete weiterer Gemeinden einzugemeinden. Weiterer Streitpunkt war der Verlust der Gemeindevertreter, die erst im Jahr 2014 gewählt wurden und somit lange vor Ende der Legislaturperiode wegfallen. Folge war auch der Verlust der Zweisprachigkeit und der Minderheitenrechte, da diese in Polen vom lokalen prozentualen Anteil abhängig gemacht werden.

### Etymologie des Stadtnamens
Der Name Oppeln oder auch Opole stammt von einem Territorialverband der Westslawen ab, die mit opole ein Gebiet bezeichneten, in dem ein Zusammenschluss von mehreren Siedlungen mit einem zentralen Ort bestand. Der Stadtname entwickelte sich von der slawischen Form Opule bzw. Opole im 12. Jahrhundert zu Opole, Oppol und Opul im 13. Jahrhundert. Aus den lateinischen Versionen Oppelia, Oppolia und Opulia im Mittelalter entstanden die eingedeutschten Bezeichnungen Opel, Oppel und Oppeln.
Außerdem existieren folgende Legenden und Sagen:
- Der Stadtname geht nach der Chronik der Kollegiatkirche zum Heiligen Kreuz auf eine Siedlung namens Apollonia zurück, die durch den Ritter Apollonius gegründet wurde. Der Name entwickelte sich erst zu Opolonia, dann zu Opolia und schließlich zu Opole.
- Der Stadtname ist nach der Chronik der Dominikaner eine Ableitung der in der Gegend in großer Zahl wachsenden Pappeln. Aus dem lateinischen Wort populus entstanden die Namen Popolia und Opolia, woraus sich schließlich die Namen Opol, Opul und Opole bildeten.
- Der Stadtname geht nach einer Volksüberlieferung auf einen Ausspruch des Prinzen Leszek, Sohn des Krakus, zurück, der sich um 768 in der Gegend bei der Jagd verirrte. Nach tagelangem Umherirren im Walddickicht erblickte der Prinz eine weiträumige Lichtung und rief daraufhin Oh, pole! (Oh, ein Feld!). Er gründete nahe dieser Stelle eine Siedlung namens Opole.

### Demographie
Bei der letzten Volkszählung von 2002 bekannten sich von den damals 129.946 Einwohnern 89,9 % zur polnischen Nationalität, 3.279 Personen (2,5 %) bezeichneten sich als Deutsche, 921 (0,7 %) als „Schlesier“. Darüber hinaus wurde eine kleine Gruppe Roma (178 Personen) registriert.
| Jahr | Einwohner | Anmerkungen |
| ---- | --------- | --- |
| 1533 | 1420      | erste Einwohnerzählung der Stadt |
| 1691 | 1191      | |
| 1700 | 1150      | |
| 1746 | 1161      | |
| 1750 | 2450      | |
| 1756 | 2476      | [ 28 ] |
| 1783 | 2779      | davon 351 Evangelische, 2393 Katholiken, 35 Juden |
| 1787 | 2802      | |
| 1800 | 3073      | |
| 1818 | 4094      | Kreisstadt mit zwei Pfarrkirchen |
| 1819 | 4896      | |
| 1825 | 5978      | davon 1329 Evangelische, 4449 Katholiken, 200 Juden |
| 1834 | 6496      | |
| 1840 | 6969      | davon 1697 Evangelische, 5369 Katholiken, 496 Juden |
| 1850 | 8280      | |
| 1858 | 8877      | davon 8320 Deutsche (93,7 %) und 557 Polen (6,3 %) |
| 1861 | 9608      | zuzüglich 615 Militärpersonen |
| 1867 | 11.330    | am 3. Dezember |
| 1871 | 11.879    | am 1. Dezember, davon 2581 Evangelische, 8610 Katholiken, 688 Juden (700 Polen) |
| 1875 | 12.694    | |
| 1890 | 19.206    | davon 3964 Evangelische, 14.520 Katholiken und 712 Juden |
| 1900 | 30.112    | davon 6865 Evangelische und 22.546 Katholiken |
| 1905 | 30.769    | mit der Garnison (ein Füsilierregiment Nr. 63), davon 6785 Evangelische und 582 Juden (5805 Polen) |
| 1910 | 33.907    | am 1. Dezember, mit der Garnison (1788 Mann) davon 7388 Evangelische, 24.551 Katholiken, 528 Juden, 32 Sonstige (27.128 mit deutscher, 5371 mit polnischer Muttersprache, 1385 Einwohner sprechen Deutsch und eine andere Sprache): nach anderen Angaben davon 7406 Evangelische, 25.935 Katholiken und 532 Juden (80 % deutsch sprechend, 16 % polnisch sprechend und 4 % deutsch und polnisch sprechend) |
| 1919 | 35.483    | [ 13 ] |
| 1925 | 41.507    | davon 8426 Evangelische, 32.437 Katholiken, 33 sonstige Christen und 528 Juden |
| 1933 | 44.680    | davon 9122 Evangelische, 34.744 Katholiken, drei sonstige Christen und 525 Juden |
| 1936 | 50.561    | |
| 1939 | 50.540    | am 17. Mai, davon 10.283 Evangelische, 38.438 Katholiken, 260 sonstige Christen und 291 Juden |
| 1945 | 170       | am 24. März |
| 1945 | 13.000    | im Juli |
| 1946 | 40.000    | |

| Jahr/Datum        | Einwohnerzahlen |
| ----------------- | --------------- |
| 1950              | 50.300          |
| 1956              | 56.400          |
| 1960              | 63.500          |
| 1965              | 70.000          |
| 1971              | 87.800          |
| 1973              | 92.600          |
| 31. Dezember 1989 | 127.653         |
| Zensus 1992       | 129.552         |
| Zensus 2002       | 129.946         |
| 31. Dezember 2004 | 128.864         |
| 30. Juni 2012     | 122.120         |

### Deutsche Minderheit
Seit der Flucht und Vertreibung der deutschen Bevölkerung leben in der Oppelner Kernstadt nur noch wenige Deutsche. Der niedrige prozentuale Anteil dieser Bevölkerungsgruppe an der Gesamtbevölkerung von 2,5 % täuscht allerdings darüber hinweg, dass die deutsche Minderheit fast ausschließlich in den ländlich geprägten Stadtteilen ansässig ist und dort auch in Ortsgruppen organisiert ist. Es bestehen im Oppelner Stadtgebiet sieben Ortsgruppen (DFK): Goslawitz, Groschowitz, Grudschütz, Malino, Königlich Neudorf, Frauendorf und Vogtsdorf.
Aufgrund der vielen deutschen Bildungs- und Kulturinstitutionen, die seit der politischen Wende von Opole aus agieren, kann heute dennoch von Opole als der Hauptstadt der deutschen Minderheit gesprochen werden. So haben der Verband der deutschen sozial-kulturellen Gesellschaften in Polen (VdG), die Dachorganisation der deutschen Minderheit in Polen, sowie die Sozial-Kulturelle Gesellschaft der Deutschen im Oppelner Schlesien (SKGD) ihren Hauptsitz in Opole. Das Haus der Deutsch-Polnischen Zusammenarbeit betreibt in Opole eine Zweigstelle. Auf der Oderinsel befindet sich das Konsulat der Bundesrepublik Deutschland. Für die Völkerverständigung setzt sich seit 2000 auch die deutsch-polnische Eichendorff-Zentralbibliothek ein.
Mit dem Verein Deutscher Hochschüler in Polen zu Oppeln erhielt die Hochschulstadt Opole im Jahr 2003 auch eine überkonfessionelle deutsche Studentenverbindung.
In den Jahren 2014 bis 2018 hatte die Deutsche Minderheit mit Marcin Gambiec einen Abgeordneten im Stadtrat.

## Politik

Flagge der Stadt Oppeln mit Wappen

### Wappen und Flagge
Das Wappen der Stadt Opole: In Blau rechts ein halber, goldener Adler und links in Blau ein halbes goldenes Kleeblattkreuz gegengelehnt. Der Schild ist mit einer Mauerkrone mit fünf Zinnen bekrönt. Diese heraldischen Farben sind zugleich die Stadtfarben und finden sich in der Flagge der Stadt Opole wieder. Diese besteht aus zwei Querstreifen mit der Farbe Gold oben und der Farbe Blau unten.
Ein Siegel aus dem 13. Jahrhundert enthält die älteste bekannte Darstellung des Oppelner Stadtwappens. Es entstand als Verbindung des Wappens der Oppelner Piasten und der Reliquie des Heiligen Kreuzes, nach der die Domkirche zum Heiligen Kreuz benannt ist. Die Position des halben Adlers und Kreuzes wechselte im Laufe der Jahrhunderte mehrfach; so existieren auch Abbildungen des Wappens, auf denen der halbe Adler links bzw. das halbe Kleeblattkreuz rechts steht. Heute wird das traditionelle Wappen der Oppelner Piasten in moderner Gestaltung als Wappen der Woiwodschaft Opole verwendet.

### Städtepartnerschaften

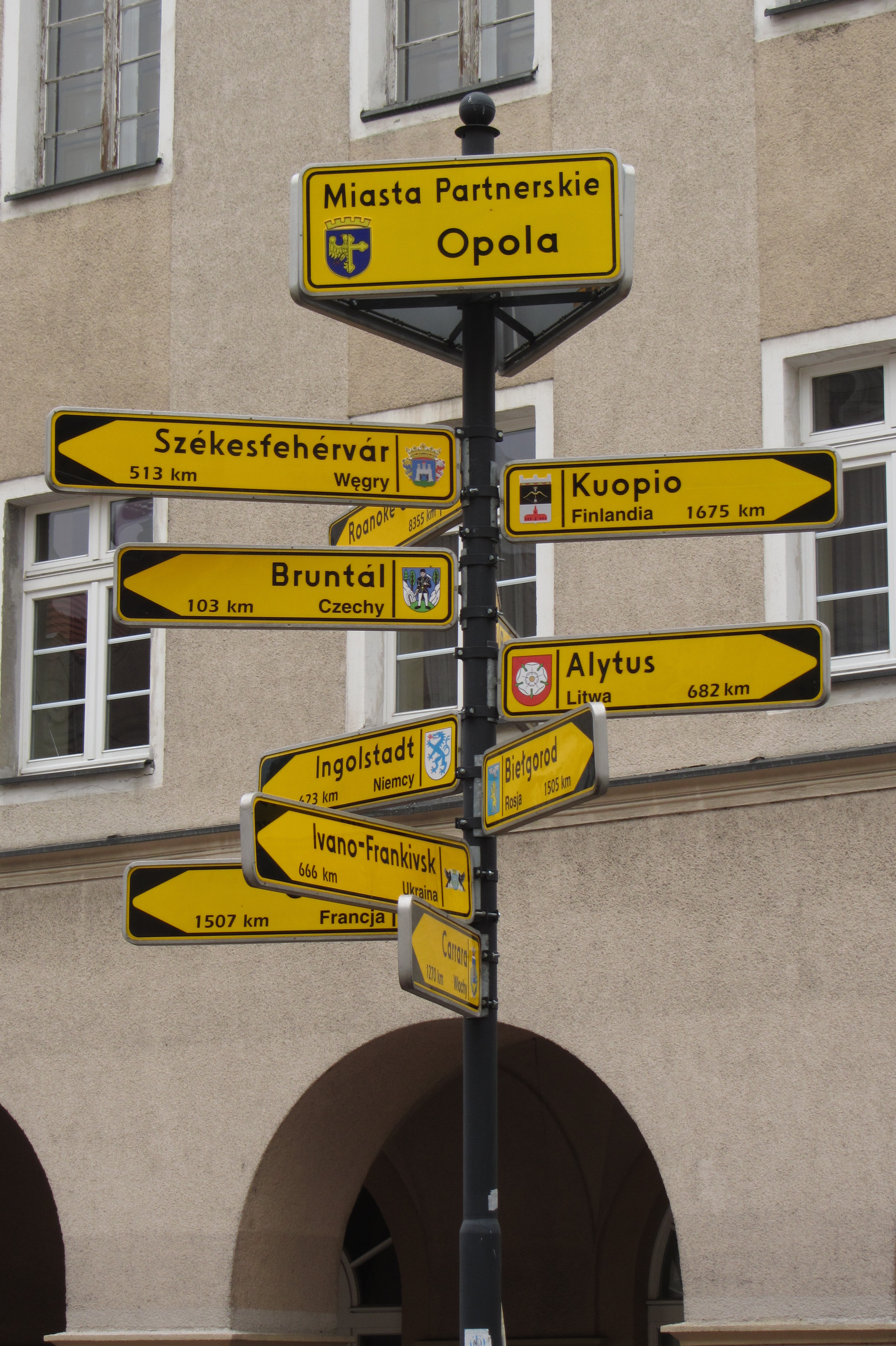
Richtungsschilder der Oppelner Partnerstädte

Opole unterhält mit folgenden Städten Partnerschaften:
- Potsdam (Deutschland) seit 1973
- Székesfehérvár (Ungarn) seit 1978
- Kuopio (Finnland) seit 1980
- Mülheim an der Ruhr (Deutschland) seit 1989
- Alytus (Litauen) seit 1993
- Roanoke (Virginia) (Vereinigte Staaten) seit 1994
- Bruntál (Tschechien) seit 1997
- Carrara (Italien) seit 2000
- Grasse (Frankreich) seit 2000
- Ingolstadt (Deutschland) seit 2000
- Belgorod (Russland) seit 2004
- Iwano-Frankiwsk (Ukraine) seit 2005

Die Städte Carrara, Grasse, Ingolstadt und Opole schlossen im Jahr 2000 einen vierseitigen Partnerschaftsvertrag. Alle diese Städte sind also auch untereinander verschwistert. Außerdem ist die Woiwodschaft Opole seit dem 23. Februar 1996 mit dem deutschen Land Rheinland-Pfalz partnerschaftlich verbunden. Seit dem 2. Mai 1997 besteht eine Städtefreundschaft mit Bonn (Nordrhein-Westfalen).

### Stadtoberhäupter

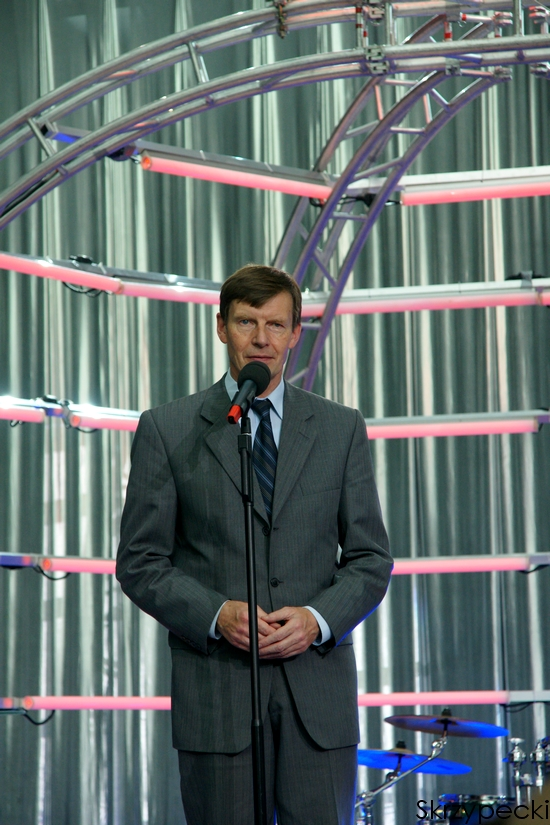
Ryszard Zembaczynski (2009)

#### Bürgermeister
- 1809: Josef Storch
- 1812: Jäkel
- 1818–1841: Wilhelm Leopold Augustini
- 1841–1853: Franz Goretzki
- 1853–1855: Ernst Mouillard
- 1855–1871: Franz Goretzki
- 1872–1880: Wilhelm Goetz
- 1881–1892: Paul Trentin

#### Erster Bürgermeister/Oberbürgermeister
- 1892–1904: Arthur Pagels[38]
- 1904–1928: August Neugebauer[38][39]
- 1928–1933: Ernst Berger[38]
- 1933: Bergassessor Daniel (komm.)[38]
- 1934–1943: Konrad Leuschner[38]

#### Stadtpräsidenten (1945–1950)
- 1945–1946 Maksymilian Tkocz
- 1946: Wilhelm Szafarczyk
- 1947–1948: Franciszek Gwiazda
- 1948–1950: Lucjan Skalski

#### Vorsitzender des Präsidiums des Städtischen Nationalrates (1950–1975)
- 1952: Lucjan Skalski
- 1952–1953: Leonty Ogryzko
- 1953–1965: Karol Musioł
- 1965–1968: Henryk Tabor
- 1968–1969: Jan Radomański
- 1973: Franciszek Florkiewicz
- 1973–1974: Szymon Lachowicz
- 1952–1953: Feliks Hajduczek

#### Stadtpräsidenten (seit 1975)
- 1975–1978: Feliks Hajduczek
- 1978–1982: Bronisław Błotnicki
- 1982–1986: Edward Bochyński
- 1986–1990: Tadeusz Berka
- 1990–1994: Jacek Kucharzewski
- 1994–2001: Leszek Pogan
- 2001–2002: Piotr Synowiec
- 2002–2014: Ryszard Zembaczyński
- seit 2014: Arkadiusz Wiśniewski

Die Stadtpräsidentenwahl 2024 führte zu folgendem Ergebnis:
- Arkadiusz Wiśniewski (parteilos) 75,5 % der Stimmen
- Michał Tadeusz Nowak (Prawo i Sprawiedliwość) 17,3 % der Stimmen
- Ryszard Stanisław Skawiński (Konfederacja und unabhängige lokale Verwaltungen) 7,2 % der Stimmen

Damit wurde Arkadiusz Wiśniewski, der außer von seiner eigenen Wählerinitiative auch von der Koalicja Obywatelska unterstützt wurde, bereits im ersten Wahlgang wiedergewählt.
Die Stadtpräsidentenwahl 2018 führte zu folgendem Ergebnis:
- Arkadiusz Wiśniewski (parteilos) 70,4 % der Stimmen
- Violetta Porowska (Prawo i Sprawiedliwość) 11,6 % der Stimmen
- Barbara Kamińska (Polskie Stronnictwo Ludowe) 10,8 % der Stimmen
- Marcin Gambiec (Wahlkomitee Deutsche Minderheit) 3,5 % der Stimmen
- Übrige 3,7 % der Stimmen

Damit wurde Arkadiusz Wiśniewski, der außer von seiner eigenen Wählerinitiative auch von der Koalicja Obywatelska unterstützt wurde, bereits im ersten Wahlgang wiedergewählt.

### Stadtrat
Der Stadtrat besteht aus 25 Mitgliedern. Die Stadtratswahl 2024 führte zu folgendem Ergebnis:
- Wahlkomitee Arkadiusz Wiśniewski 39,4 % der Stimmen, 11 Sitze
- Koalicja Obywatelska (KO) 33,9 % der Stimmen, 10 Sitze
- Prawo i Sprawiedliwość (PiS) 17,5 % der Stimmen, 4 Sitze
- Konfederacja und unabhängige lokale Verwaltungen 5,7 % der Stimmen, kein Sitz
- Trzecia Droga (TD) 3,5 %, kein Sitz

Die Stadtratswahl 2018 führte zu folgendem Ergebnis:
- Wahlkomitee Arkadiusz Wiśniewski 38,6 % der Stimmen, 13 Sitze
- Koalicja Obywatelska (KO) 24,7 % der Stimmen, 8 Sitze
- Prawo i Sprawiedliwość (PiS) 15,0 % der Stimmen, 4 Sitze
- Wahlkomitee Zusammen für Oppeln 6,2 % der Stimmen, kein Sitz
- Wahlkomitee Deutsche Minderheit 6,0 % der Stimmen, kein Sitz
- Sojusz Lewicy Demokratycznej (SLD) / Lewica Razem (Razem): 4,2 % der Stimmen, kein Sitz
- Kukiz’15: 3,3 % der Stimmen, kein Sitz
- Wahlkomitee Bürger für Oppeln 2,1 %, kein Sitz

## Sehenswürdigkeiten

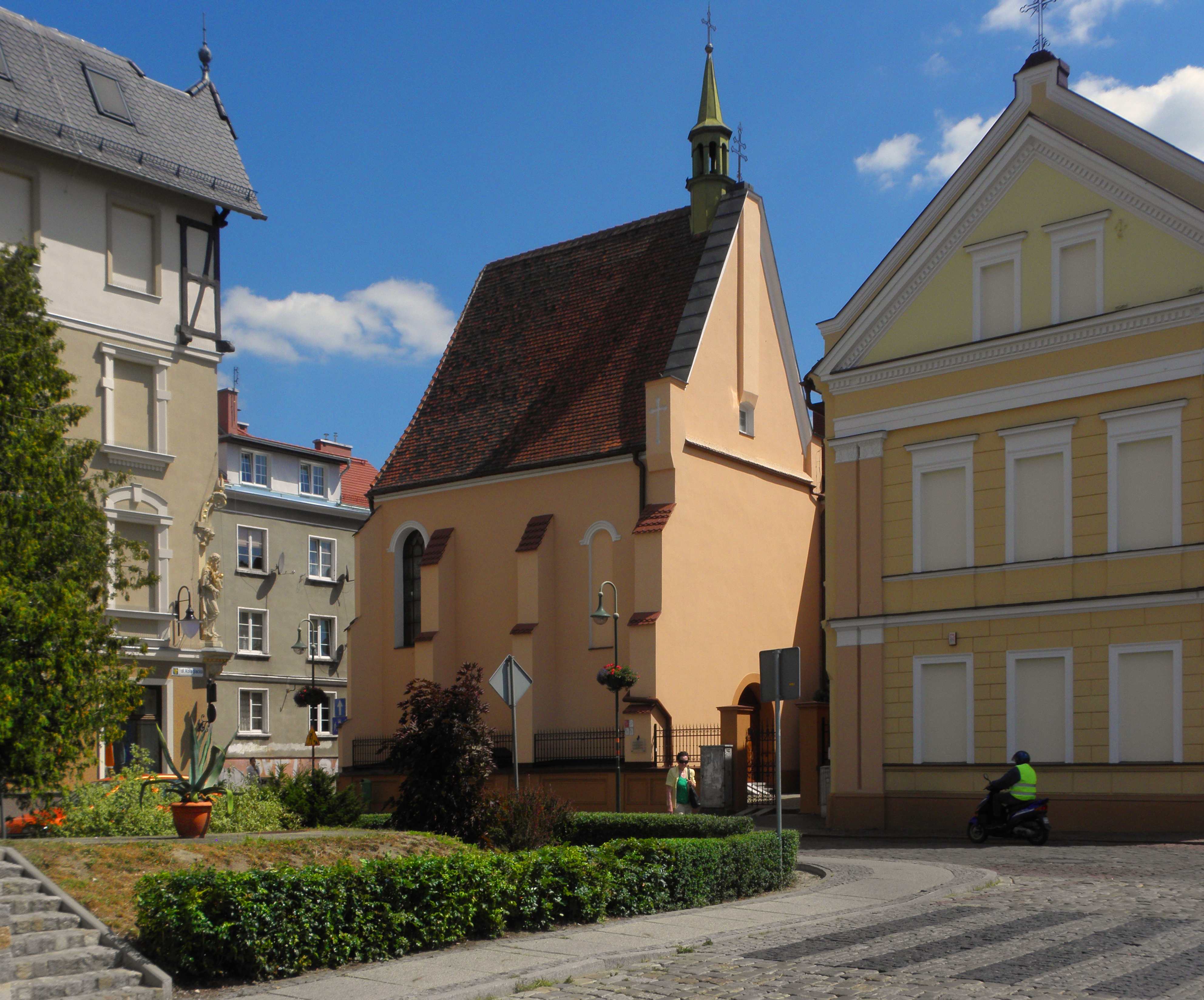
Alexiuskapelle

### Alexiuskapelle
Die Alexiuskapelle ist eine katholische Kapelle in der Innenstadt von Opole. Sie befindet sich in direkter Nachbarschaft zur Kathedrale zum Heiligen Kreuz in der Hospitalstraße (poln. ul. Szpitalna). Die Kapelle wurde 1421 vom Oppelner Fürsten Johann I. erbaut und diente Jahrhunderte als Krankenhauskapelle.

### Bergelkirche
Die Bergelkirche befindet sich auf dem höchsten Berg in Opole und ist die älteste Kirche der Stadt. Der Legende nach predigte der Hl. Adalbert auf diesem Berg zwischen den Jahren 984 und 995 und taufte die Menschen in der ganzen Gegend. Deswegen bauten die Menschen eine Holzkirche und weihten sie der Gottesmutter Maria, später dann dem Hl. Adalbert.
Anfang des 13. Jahrhunderts entstand eine gemauerte Kirche mit einem Kloster, das heute von der Universität Opole benutzt wird. Die Fassade stammt aus der Mitte des 19. Jahrhunderts und die geräumige Treppe aus den Anfängen des 20. Jahrhunderts.

### Franziskanerkirche
Die Franziskanerkirche aus dem 14. Jahrhundert war bis Ende des Zweiten Weltkrieges Stadtpfarrkirche der evangelischen Gemeinde in Opole. Unter Felix von Dobschütz, 1914–1933 Erster Pastor und Superintendent, wurde die Kirche in den 1920er Jahren restauriert.

### Kathedrale zum Heiligen Kreuz

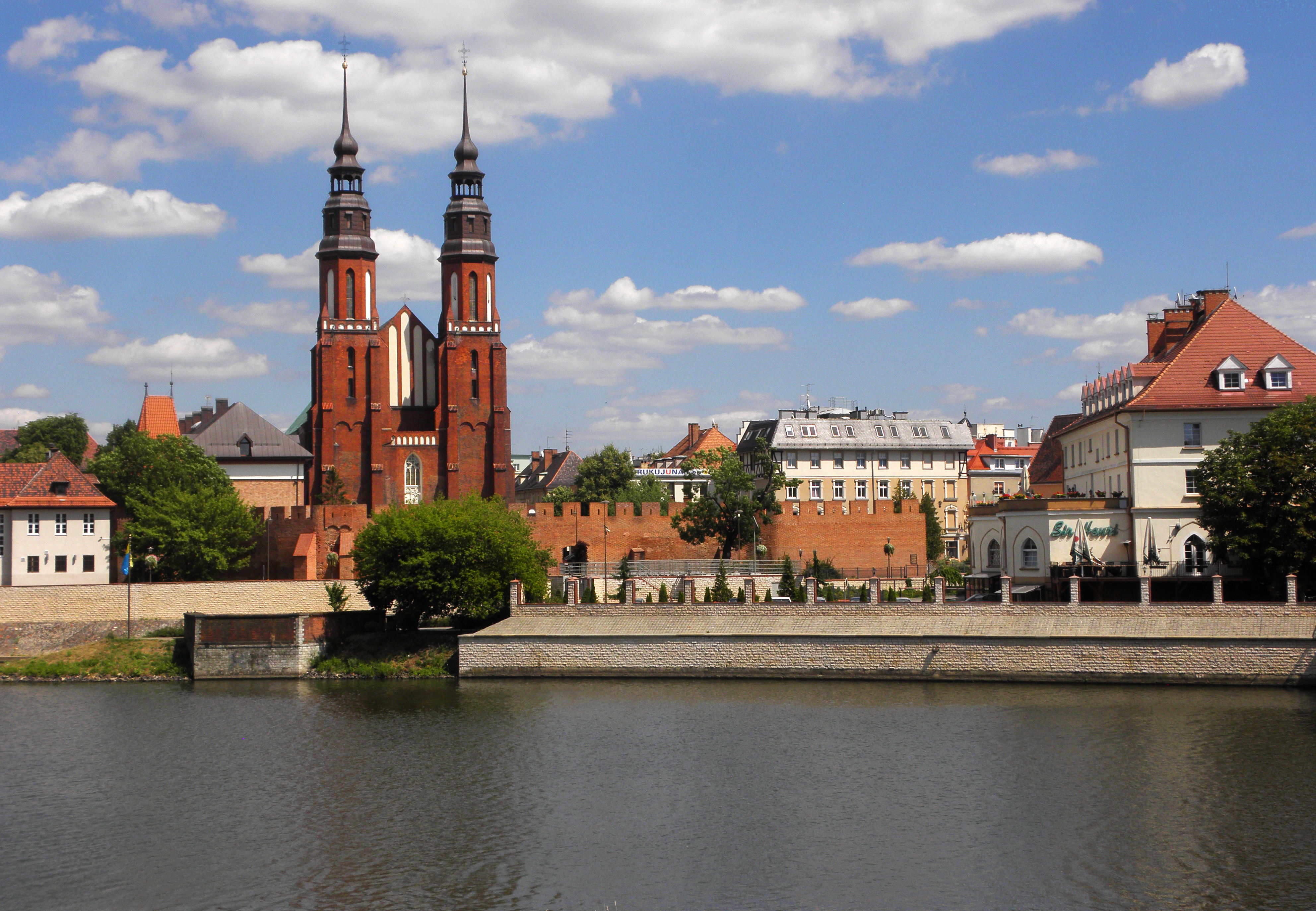
Kathedrale zum Heiligen Kreuz

Die gotische Kathedrale zum Heiligen Kreuz ist die größte Kirche von Opole. Sie wurde 1934 zur Basilica minor erhoben und fungiert seit der Errichtung der Diözese Opole im Jahr 1972 als ihre Kathedrale. Die Geschichte der Domkirche zum Heiligen Kreuz reicht bis zur Errichtung einer ersten Holzkirche im Jahr 1002 zurück. Eine dreischiffige, gemauerte Backsteinbasilika mit niedrigem Südturm entstand ab 1254. Mit dem Abschluss der Bauarbeiten im Jahr 1295 erhielt die bereits seit 1232 bestehende Stiftskirche die Pfarrrechte. Durch weitreichende Veränderungen im Innenraum der Kirche verwandelte sich das Aussehen mehrmals. Ende des 19. Jahrhunderts wurde die barocke Ausstattung durch eine gotische ersetzt, die bis heute erhalten ist. Das Äußere der Kirche erhielt erst 1899–1900 sein heutiges Gesicht, nachdem die beiden 73 Meter hohen neugotischen Türme vollendet worden waren.

### Kirche des heiligen Sebastian
Die Kirche des heiligen Sebastian ist eine zwischen 1680 und 1696 im barocken Stil erbaute Kirche im Herzen der Stadt. Sie ist dem hl. Sebastian geweiht, der der Schutzpatron der Pestkranken ist.

### Mühlgraben

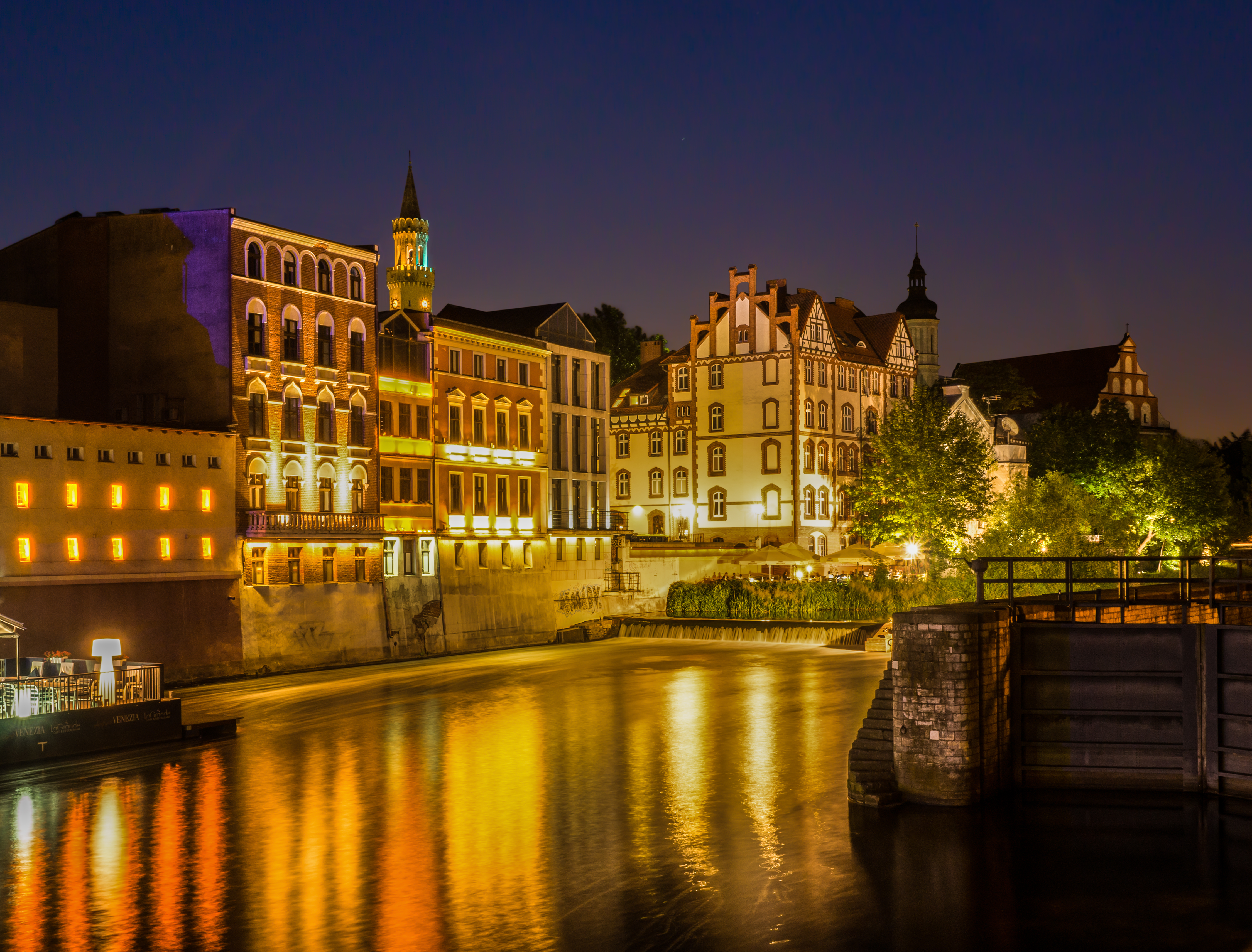
Mühlgraben und Oppelner Venedig

Der Mühlgraben (polnisch Młynówka) ist ein Nebenarm der Oder in Opole. Zwischen der Oder und dem Mühlgraben befindet sich die Insel Pascheke. Ursprünglich stellte der Mühlgraben den Hauptstrom der Oder bei Opole dar.

### Pfennigbrücke
Die Pfennigbrücke (auch Groschenbrücke oder Grüne Brücke) ist eine Fußgängerbrücke über den Mühlgraben, der von der Insel Pasieka zur Altstadt führt. Erbaut wurde sie im Jahre 1903. Da früher auf der Brücke eine Pfennig- bzw. eine Groschenmaut erhoben wurde, erfolgte ihre Taufe auf diesen Namen.

### Piastenturm

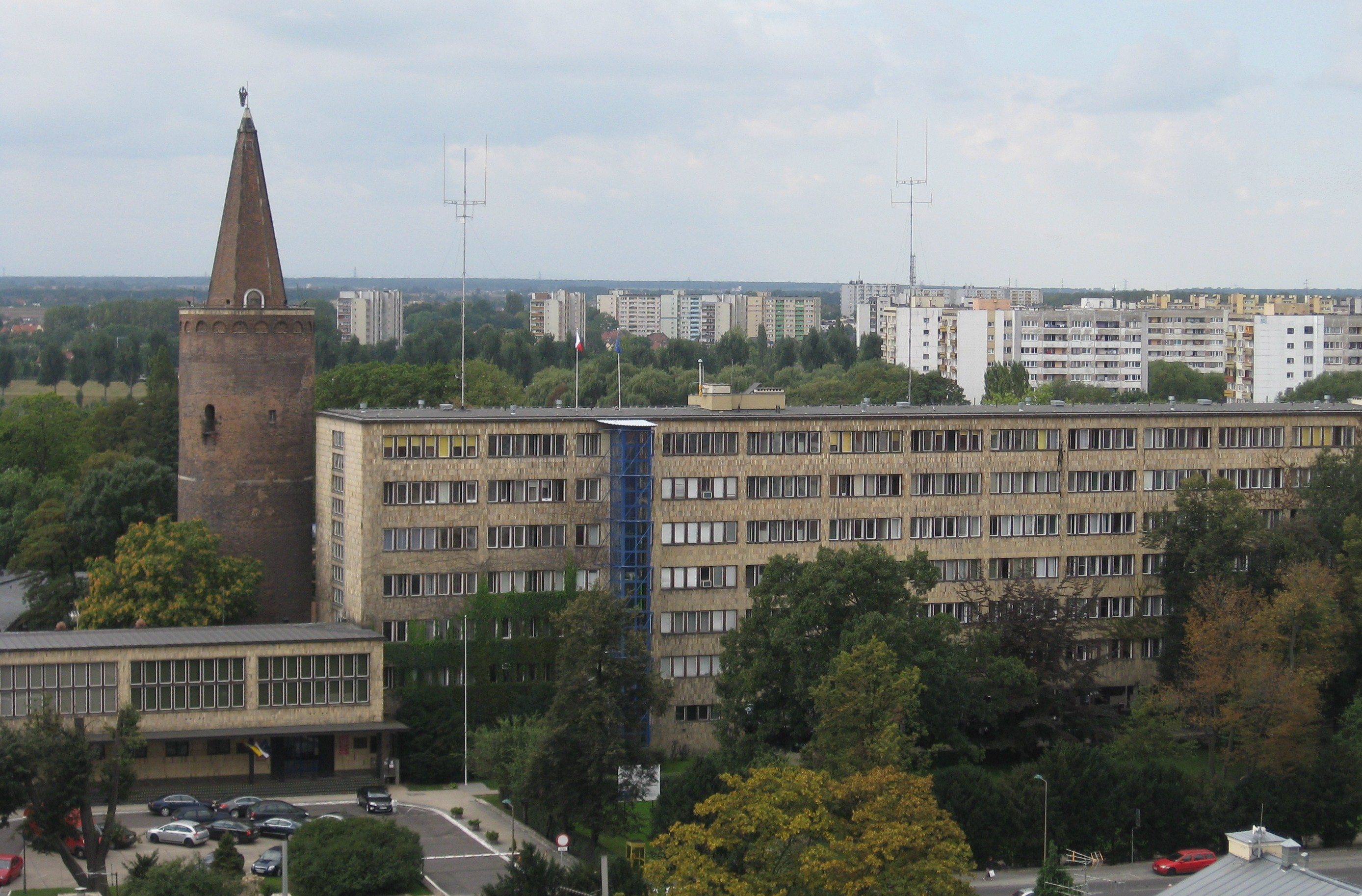
Piastenturm und Regierungsgebäude 2011

Der 51 Meter hohe Piastenturm ist heute das letzte Relikt des ehemaligen Oppelner Schlosses, das vermutlich ab 1217 entstand. Nach dem Aussterben der Oppelner Piasten 1532 verfiel das Schloss zunehmend. Erst im 19. Jahrhundert wurde es wieder bezogen und fungierte ab 1860 als Regierungs- und Verwaltungsgebäude. Jedoch wurde 1928 der Abriss beschlossen, der 1931 vollzogen wurde. Anstelle des Schlosses entstand von 1932 bis 1936 ein modernes Regierungsgebäude, das heute Sitz der Woiwodschaftsverwaltung ist. Lediglich der Piastenturm blieb bestehen. Dieser nahm als Bergfried neben der Wehrfunktion auch eine Beobachtungsfunktion ein. Außerdem befand sich im Inneren ein Verlies. Heute ist es ein Museum.

### Rathaus

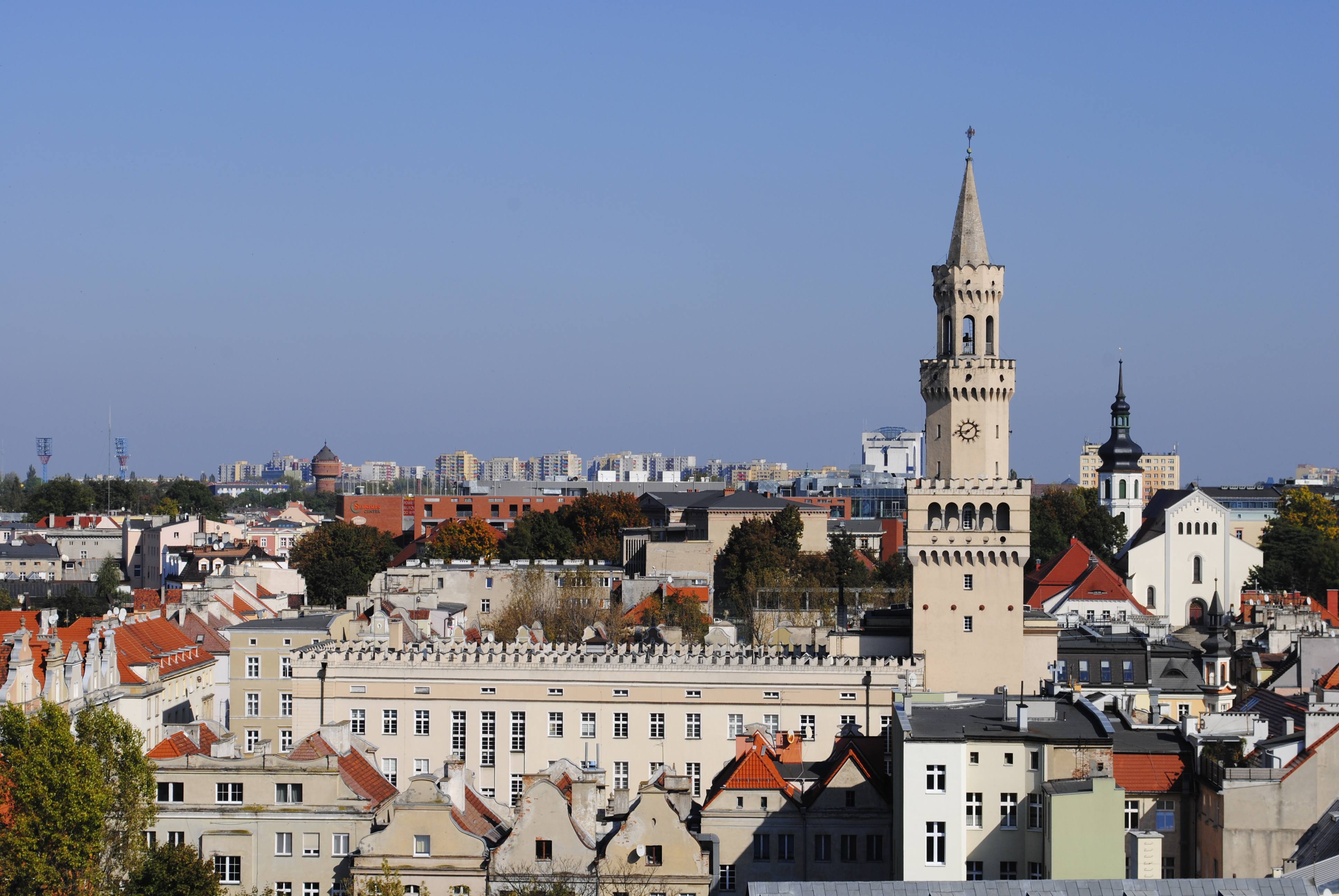
Rathaus vom Piastenturm gesehen

Das Oppelner Rathaus, gelegen in der Mitte des Rings, ist im Stil des florentinischen Palazzo Vecchio gehalten und wird von dem 62,4 m hohen Rathausturm dominiert. Ursprünglich wurde der Rathausturm 1864 errichtet, nachdem im Vorjahr der bisherige Rathausturm aus baulichen Gründen abgetragen werden musste. Doch stürzte der Rathausturm am 15. Juli 1934 infolge von Bauarbeiten, die zu einer Schwächung der Statik führten, ein. Bei diesem letzten großen Umbau wurden ab 1933 Kramläden entfernt, die über Jahrhunderte am Rathaus angebaut waren. Der Wiederaufbau war bereits 1936 abgeschlossen. Die heutige Gebäudeform geht auf einen Umbau zwischen 1818 und 1821 zurück. In den Umbau flossen diverse Stilelemente Karl Friedrich Schinkels ein. Ursprünglich befand sich an der Stelle des Rathauses ein hölzernes Kaufhaus, das erstmals 1308 Erwähnung fand. Es folgten mehrere Umbauten und die Umfunktionierung zum Rathaus. Im 15. Jahrhundert wurde ein Ziegelbau errichtet, der im 16. Jahrhundert um eine Turmuhr und eine Glocke erweitert wurde. Die Glocke trug das Stiftungsjahr 1566, das Stadtwappen und war mit der Inschrift Concordia mater rei publice versehen. Im Untergeschoss des Rathauses befand sich das städtische Gefängnis, während sich im Gebäude selbst der als Fürstensaal bezeichnete Festsaal mit einem Kreuzrippengewölbe befand. Seit dem 16. Jahrhundert befand sich im Oppelner Rathaus auch ein Ratskeller, der als Schweidnitzer Keller aufgrund des ausgeschenkten Bieres aus Schweidnitz bezeichnet wurde.

### Ring

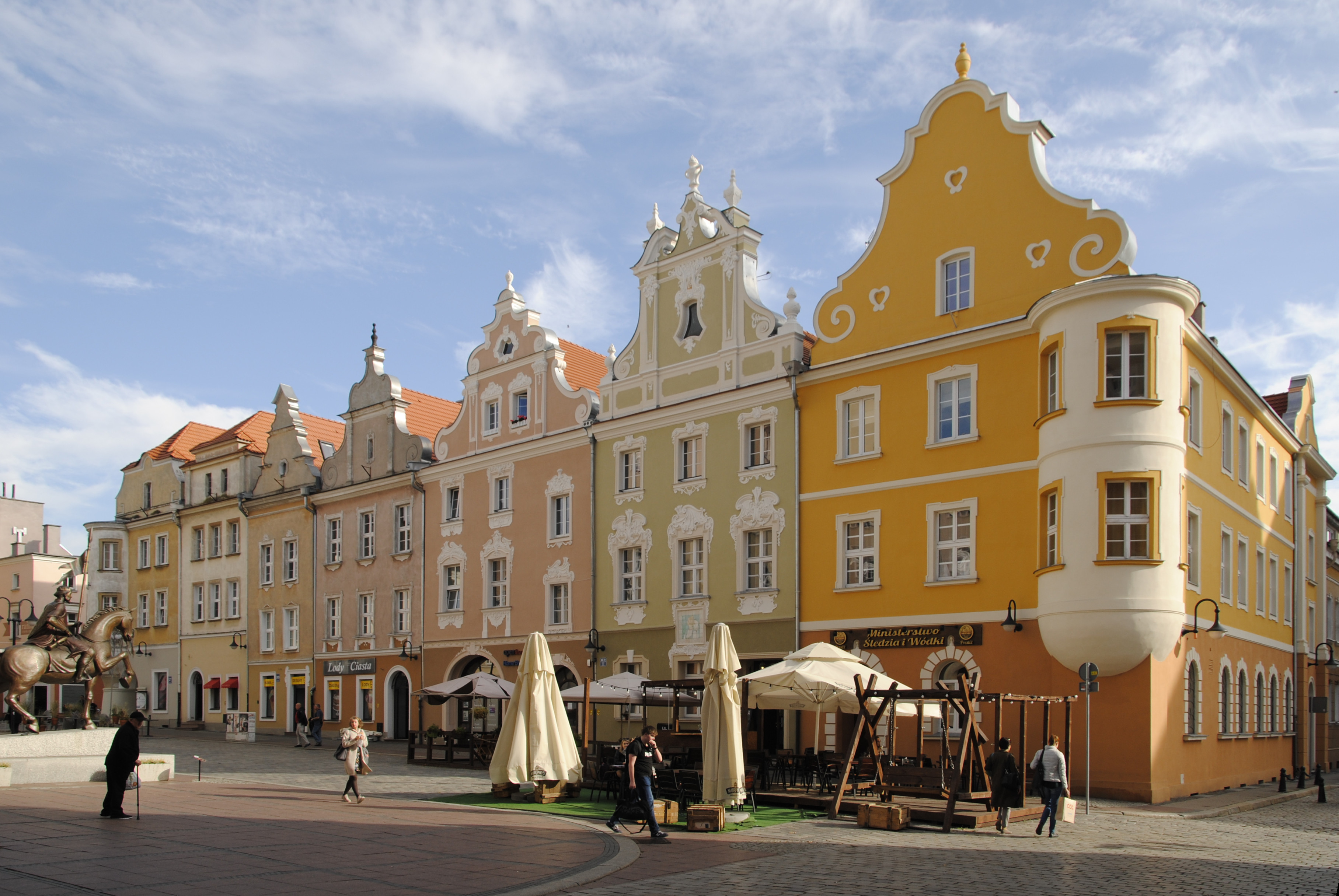
Barocke Bürgerhäuser am Ring

Wie in vielen schlesischen Städten bildet auch in Opole ein Ring den zentralen Platz der Stadt. Die Bebauung besteht aus 32 barocken Bürgerhäusern, die in den letzten Tagen des Zweiten Weltkrieges größtenteils zerstört wurden. Bis 1955 erfolgte der Wiederaufbau, bei dem das originale Erscheinungsbild, das teilweise durch Modernisierungen und Umbauten im 19. und 20. Jahrhundert verloren ging, wiederhergestellt wurde.

### Schlossteich und Eishaus

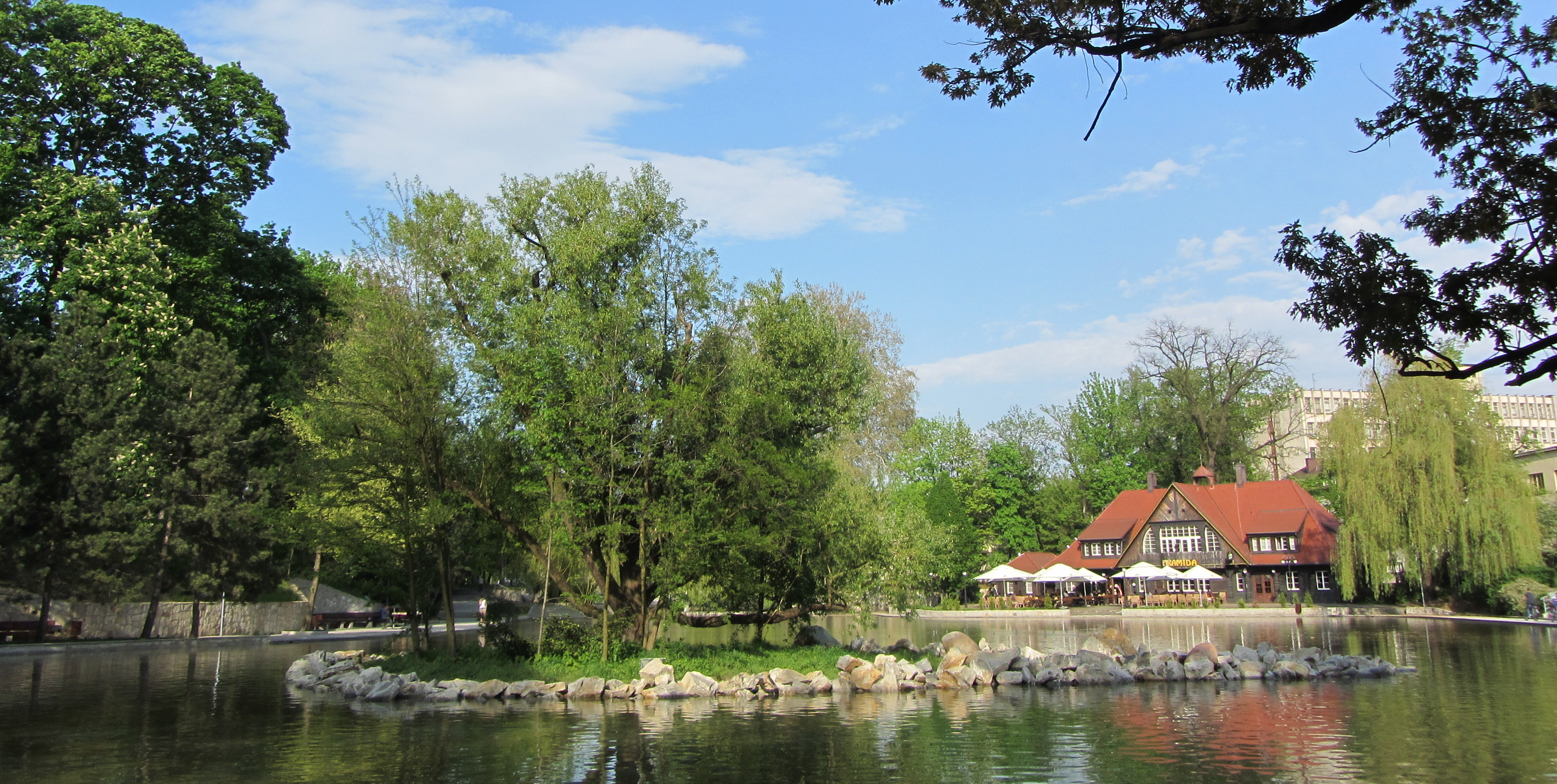
Eishaus am Schlossteich

Der Teich stammt aus dem ehemaligen Burggraben, der das Piastenschloss umgab. Im Jahr 1909 wurde auf Anregung des Schlittschuhvereins das Eishaus erbaut, das im Bergstil entstand. In dem Haus befanden sich der Vereinssaal sowie ein Café. Heute befindet sich hier das Restaurant „Gryfne Gary“. Im Winter durfte die Oppelner Bevölkerung auf dem See eislaufen, im Sommer mit Booten rausfahren. 1934 fand hier die Eiskunstlaufmeisterschaft statt, wobei Maxie Herber als Gewinnerin hervorging.

### Straßen und Plätze
- Plac Ignacego Daszyńskiego mit dem Ceresbrunnen
- Plac Mikołaja Kopernika
- Plac Wolnósci
- Park des 800. Jahrestages

### Weiteres
- Stadtbefestigung (Opole)
- Alter Friedhof (Opole)
- Jüdischer Friedhof (Opole)
- Herz-Jesu-Kirche (Opole)

Auf der Bolko-Insel in der Oder, erreichbar über eine Besucherbrücke, befindet sich der Oppelner Zoo. 20 Hektar des insgesamt 30 Hektar großen Geländes werden genutzt. Der Tierbestand umfasst (Stand: Ende 2022) 73 Säugetier- und 75 Vogelarten sowie Reptilien, Amphibien, Wirbellose und Fischarten.

## Kultur

### Theater

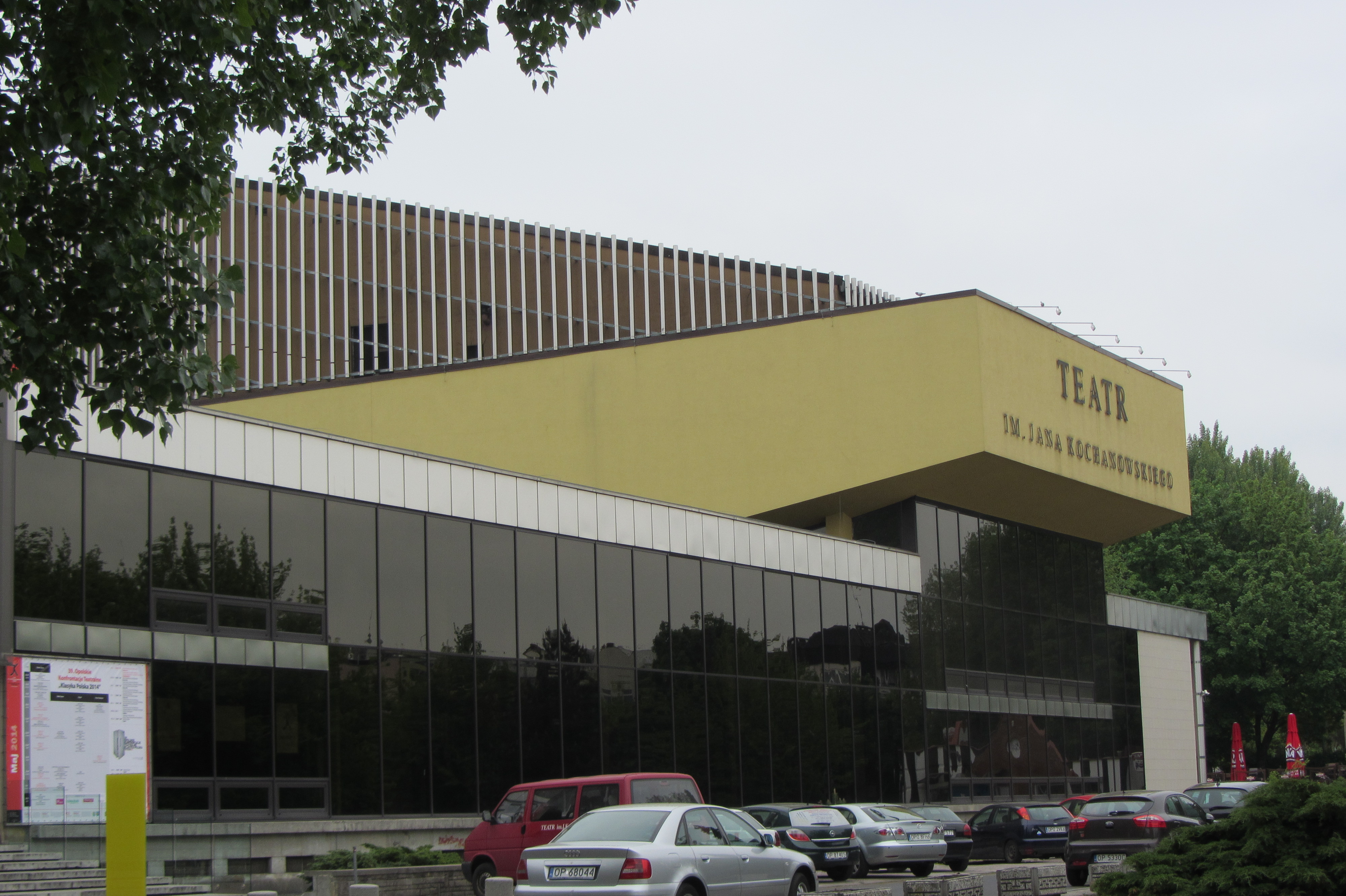
Jan-Kochanowski-Theater

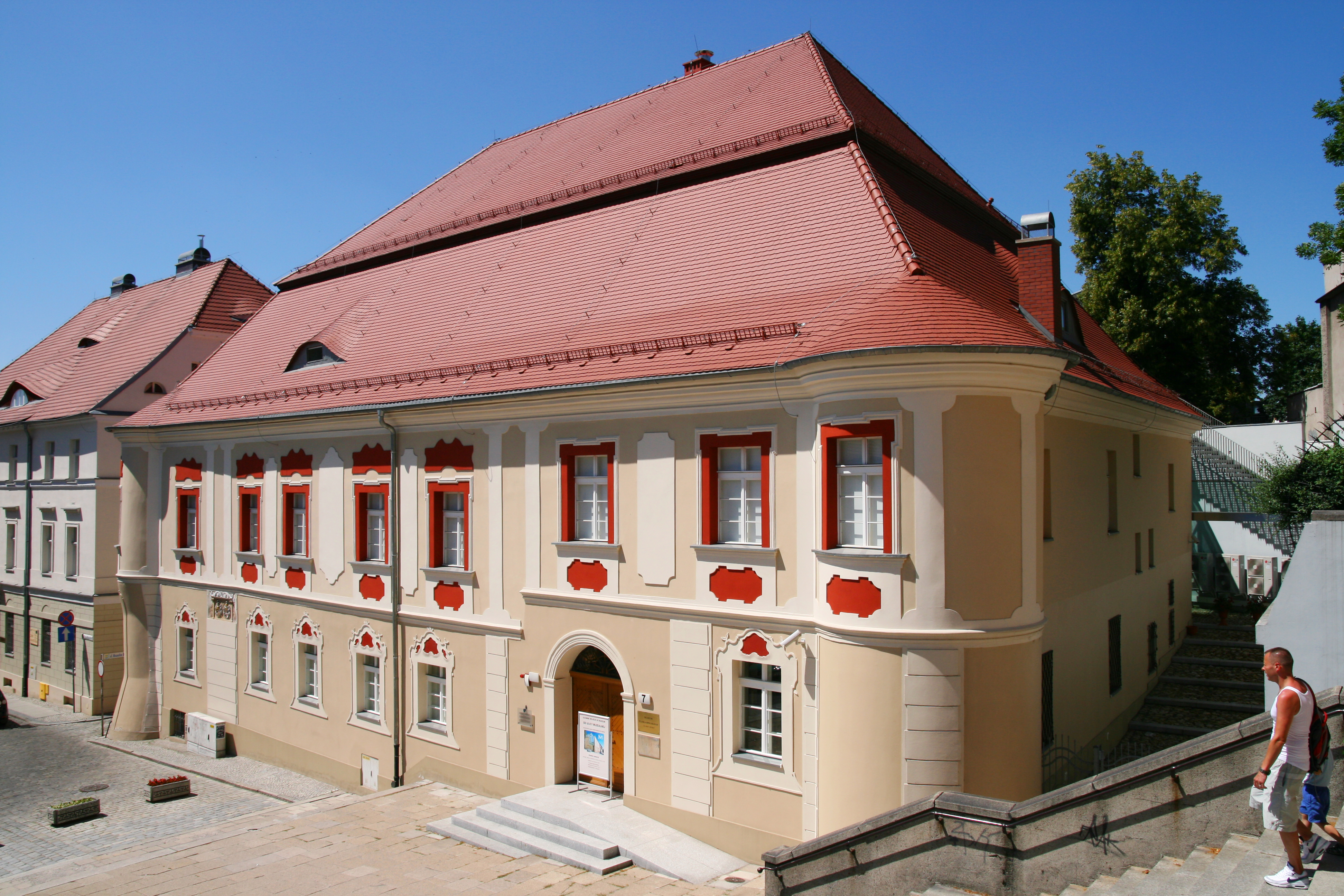
Museum des Oppelner Schlesiens

Ein nach dem polnischen Dichter und Poeten Jan Kochanowski benanntes dramatisches Theater existiert seit 1975. Das Theatergebäude besitzt insgesamt drei Säle mit 560, 193 und 80 Plätzen. Es steht in der Nachfolge eines 1945 gegründeten Theaters, das ab 1949 als Bühne des Oppelner Landes firmierte. Vor Ende des Zweiten Weltkrieges besaß Opole bereits ein Stadttheater im Rathaus.

### Museen
Mit dem „Museum des Oppelner Dorfes“ (poln. Muzeum Wsi Opolskiej) besitzt Opole seit 1961 ein Freilichtmuseum, welches in einem Park diverse hölzerne Gebäude aus dem ländlichen Umfeld des Oppelner Landes zeigt. Die Gebäude sind allesamt restauriert und mit originalen Gegenständen bestückt.
Das Museum des Oppelner Schlesiens (Muzeum Śląska Opolskiego) ist in einem ehemaligen Jesuitenkolleg eingerichtet, welches wiederum aus zwei ehemaligen Bürgerhäusern entstand, die 1670 bzw. 1667 in den Besitz der Jesuiten übergingen. Nach dem Jesuitenverbot von 1773 wurde das Gebäude säkularisiert. Anschließend diente das Gebäude als Wohnhaus, Regierungsgebäude und Krankenhaus. Nach einer Restaurierung zog 1932 erstmals ein Museum in das Gebäude. Heute zeigt das Museum in einer großen archäologischen Abteilung sowie einer historischen und einer volkskundlichen Abteilung die Geschichte der Stadt Opole und des Oppelner Landes. Darüber hinaus ist auch eine Galerie der polnischen Malerei des 19. und 20. Jahrhunderts angesiedelt.
Weitere wichtige Museen bilden das Zentrale Museum der Kriegsgefangenen in Lamsdorf-Oppeln (Centralne Muzeum Jenców Wojennych w Lambinowicach-Opolu), die Galerie für Gegenwartskunst (Galeria Sztuki Wspolczesnej) sowie das Oppelner Diözesanmuseum (Muzeum Diecezjalne w Opolu), das auf Initiative von Erzbischof Alfons Nossol errichtet und im Jahr 1987 eröffnet wurde.
Seit Oktober 2022 gibt es in Opole das Dokumentations- und Ausstellungszentrum der Deutschen in Polen.

### Musik

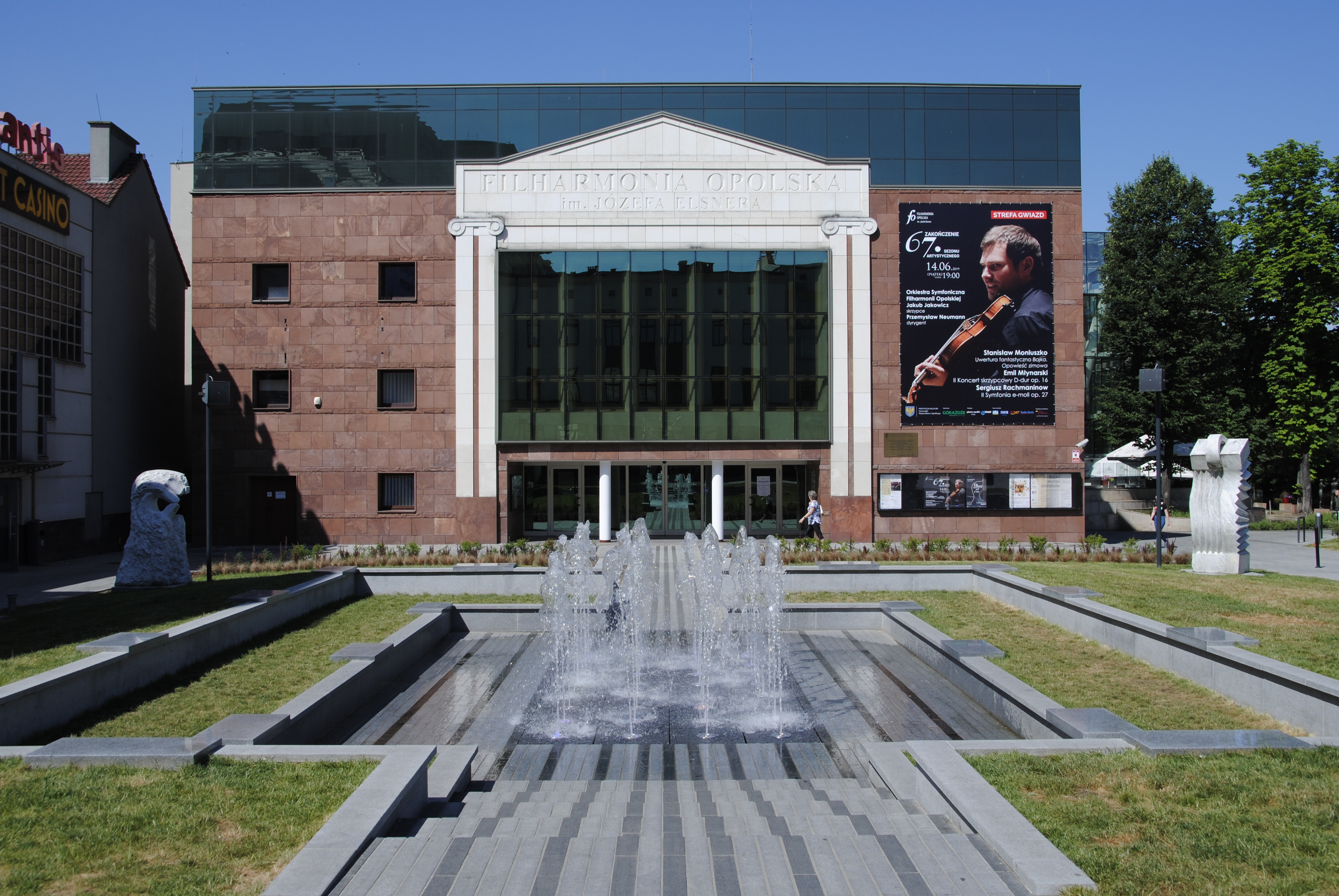
Joseph-Elsner-Philharmonie

Im Bereich der klassischen Musik ist die Oppelner Joseph-Elsner-Philharmonie (poln. Filharmonia Opolska im. Józefa Elsnera) Aushängeschild der Stadt. Ihr Ursprung liegt im 1952 gegründeten Symphonieorchester zu Opole. Im Jahr 1958 erfolgte die Umbenennung in Staatliches Symphonieorchester zu Opole. Zu Ehren des oberschlesischen Komponisten, Dirigenten und Musikpädagogen Joseph Xaver Elsner wurde das Orchester 1972 in Joseph-Elsner-Orchester umbenannt. Nachdem das Joseph-Elsner-Orchester 1972 zur Philharmonie erhoben wurde, fand 1976 der Umzug in ein altes Theatergebäude statt, welches zuvor als Bankett- und Konzertsaal eines Hotels genutzt wurde. Eine grundlegende Renovierung erfolgte 1990. Bis zum 50-jährigen Jubiläum im Jahr 2002 wurden insgesamt 9250 Konzerte veranstaltet. Als Klangkörper fungieren ein Orchester sowie ein Chor; beide genießen einen sehr guten Ruf und treten regelmäßig in Konzerthäusern im In- und Ausland auf. Ebenso gastieren auch ausländische Orchester oder Chöre oft in der Oppelner Philharmonie. Zu den jährlichen Konzertreihen gehört u. a. das Festival Schlesischer Komponisten, das 2007 zum 11. Mal stattfand. Dabei stehen Werke heimatlicher Komponisten im Vordergrund. Es wird alljährlich versucht, wiederentdeckte oder in Vergessenheit geratene Komponisten einer breiten Masse zugänglich zu machen. Darüber hinaus werden Räumlichkeiten auch für nichtmusikalische Veranstaltungen zur Verfügung gestellt. So dient das Foyer beispielsweise für Kunstausstellungen oder kleinere Säle für Tagungen.

### Regelmäßige Veranstaltungen

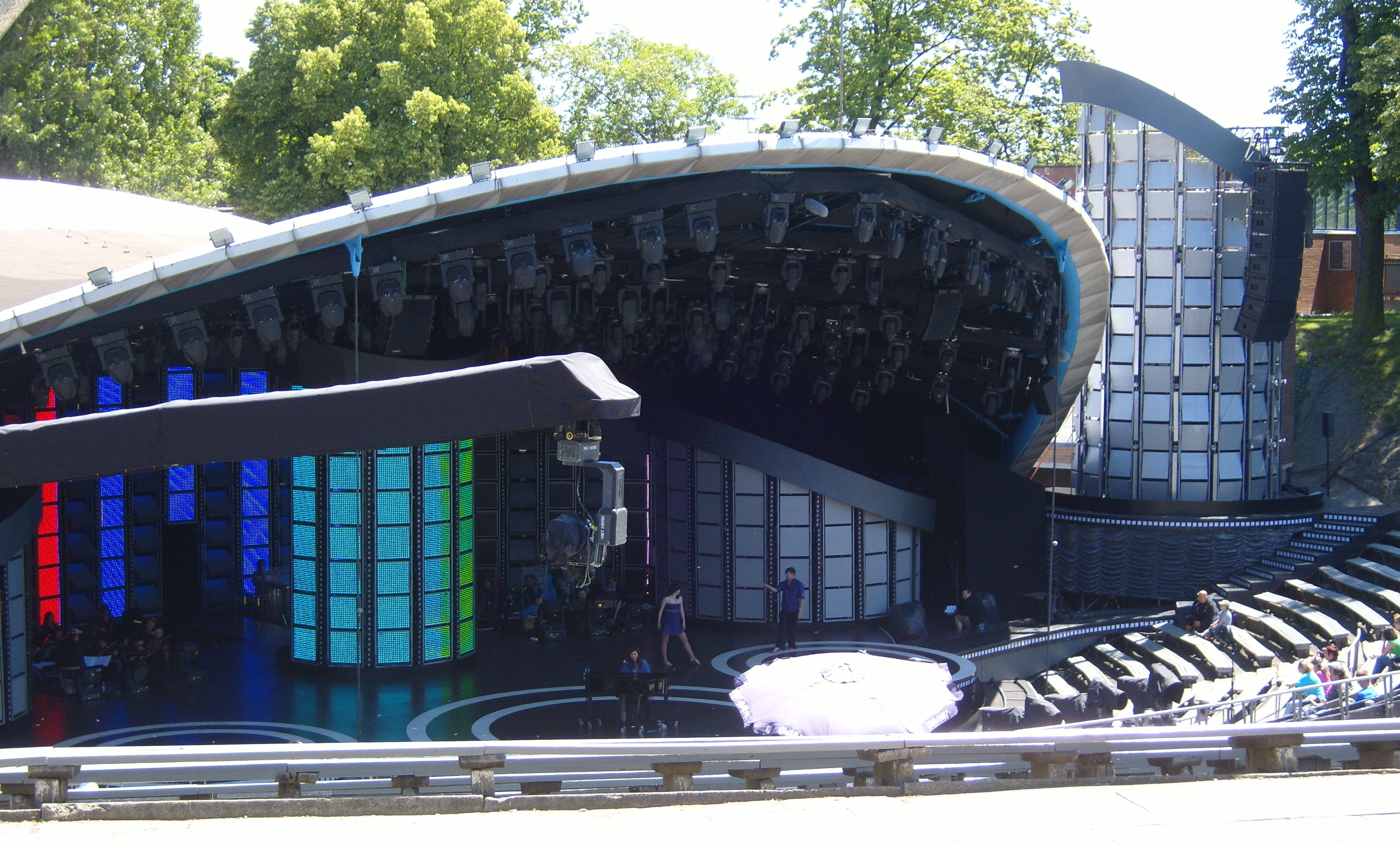
Amphitheater

Landesweite Bekanntheit in Polen genießt die Stadt vor allem wegen des Landesfestivals des Polnischen Liedes in Opole (poln. Krajowy Festiwal Piosenki Polskiej w Opolu). Das dreitägige Musikfestival findet seit 1963 jährlich im Juni statt. Als Veranstaltungsplatz fungiert ein als Millenniumtheater bezeichnetes Amphitheater, das 1979 um ein markantes Bühnengewölbe erweitert wurde. Das Amphitheater liegt auf der Oderinsel Pascheke unmittelbar vor dem Piastenturm, der so eine ansehnliche Hintergrundkulisse bildet. Mit diesem Musikfestival assoziieren viele Polen überhaupt erst den Stadtnamen, da dieser zum Synonym für das Musikfestival avancierte.
Seit 1988 wird zudem ein internationales Schlagzeug-Festival abgehalten.

### Sport
- Fußballklub Odra Opole
- Speedwayklub Kolejarz Opole

## Wirtschaft und Infrastruktur

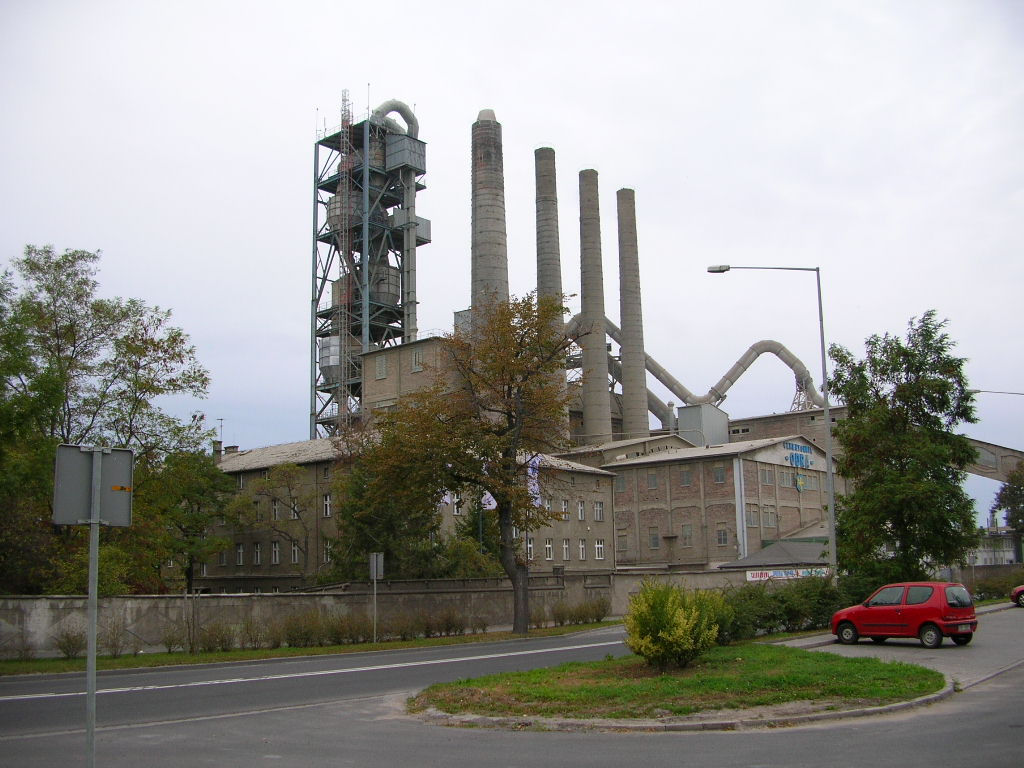
Zementfabrik „Odra“

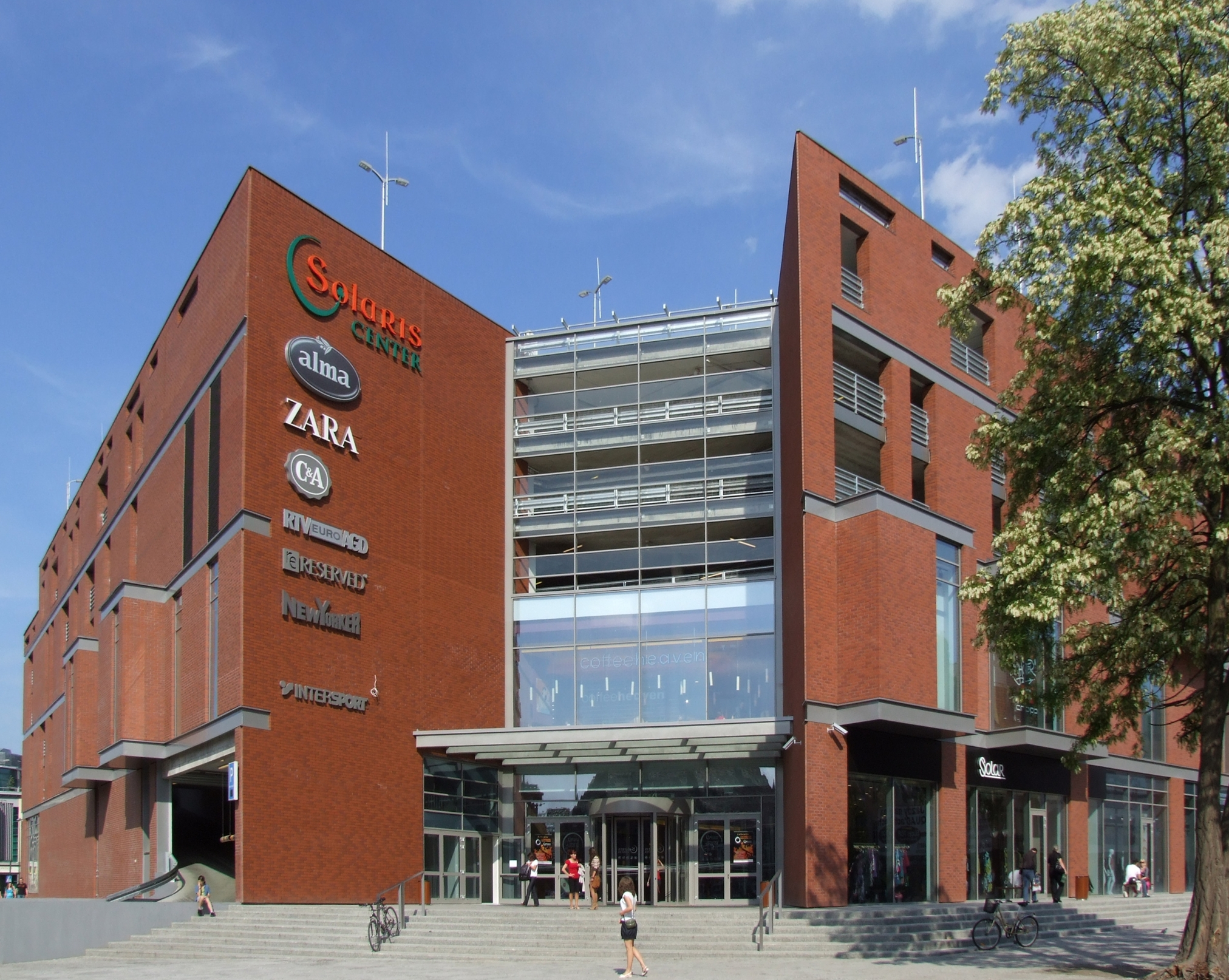
Solaris Center

### Wirtschaft
Bedingt durch große Kalksteinvorkommen im Umland, entwickelte sich Opole vor dem Zweiten Weltkrieg zum Zentrum der deutschen Zementproduktion. Auf diesem Gebiet ist bis heute die Cementownia Odra aktiv. Ebenfalls in der Baustoffbranche in Opole tätig ist die französische Lafarge mit ihrer Dachsparte Lafarge Roofing und dem zum Konzern gehörenden deutschen Schornsteinhersteller Schiedel.
Weitere Unternehmen am Standort Opole sind der deutsche Armaturenhersteller Kludi, der deutsche Herrenmodehersteller Ahlers sowie die französische FSD-Gruppe (ehemals Tower Automotive). Wie im gesamten Oppelner Land existiert auch in der Stadt Opole eine ausgeprägte Lebensmittelindustrie. Die größten Unternehmen aus dieser Branche mit Produktionsstandort in Opole sind die deutsche Molkerei Zott und der niederländische Babynahrungshersteller NUTRICIA, der zum Numico-Konzern gehört.
In Opole befinden sich Filialen aller großen polnischen Banken sowie der Santander Bank und der österreichischen Raiffeisen Bank.
Im Einzelhandel ist die Metro Group mit Märkten der Marken Makro Cash & Carry, Media Markt sowie real,- in Opole vertreten. Des Weiteren existieren Supermärkte diverser Ketten wie Lidl, Aldi, Netto und Biedronka. Auch der Schuhhändler Deichmann und die Drogeriemarktkette Rossmann unterhalten in Opole Filialen.
Weiterhin besitzt die Stadt Opole drei Einkaufszentren. In der Stadtmitte am Plac Mikołaja Kopernika befindet sich das im Mai 2009 eröffnete Solaris Center. Hier befinden sich 86 Geschäfte. Darunter zu finden sind unter anderem Filialen der Modefirmen Zara, Bershka und C&A. Außerhalb der Stadt an der Ulica Wrocławska befindet sich das Einkaufszentrum Karolinka (poln. Centrum Handlowe Karolinka). Auf 38.000 m² Verkaufsfläche erstrecken sich hier 99 Läden, darunter Modeketten, Elektrofachgeschäfte und ein Baumarkt. Das Einkaufszentrum wurde im September 2008 eröffnet. Im Osten der Stadt, gelegen an der Umgehungsstraße Droga Krajowa 46, liegt das kleinste der drei Einkaufszentren, der Turawa-Park. Unter den 50 Geschäften befinden sich mehrere Drogerien, wie Rossmann.

### Verkehr

#### Eisenbahn- und Busverkehr

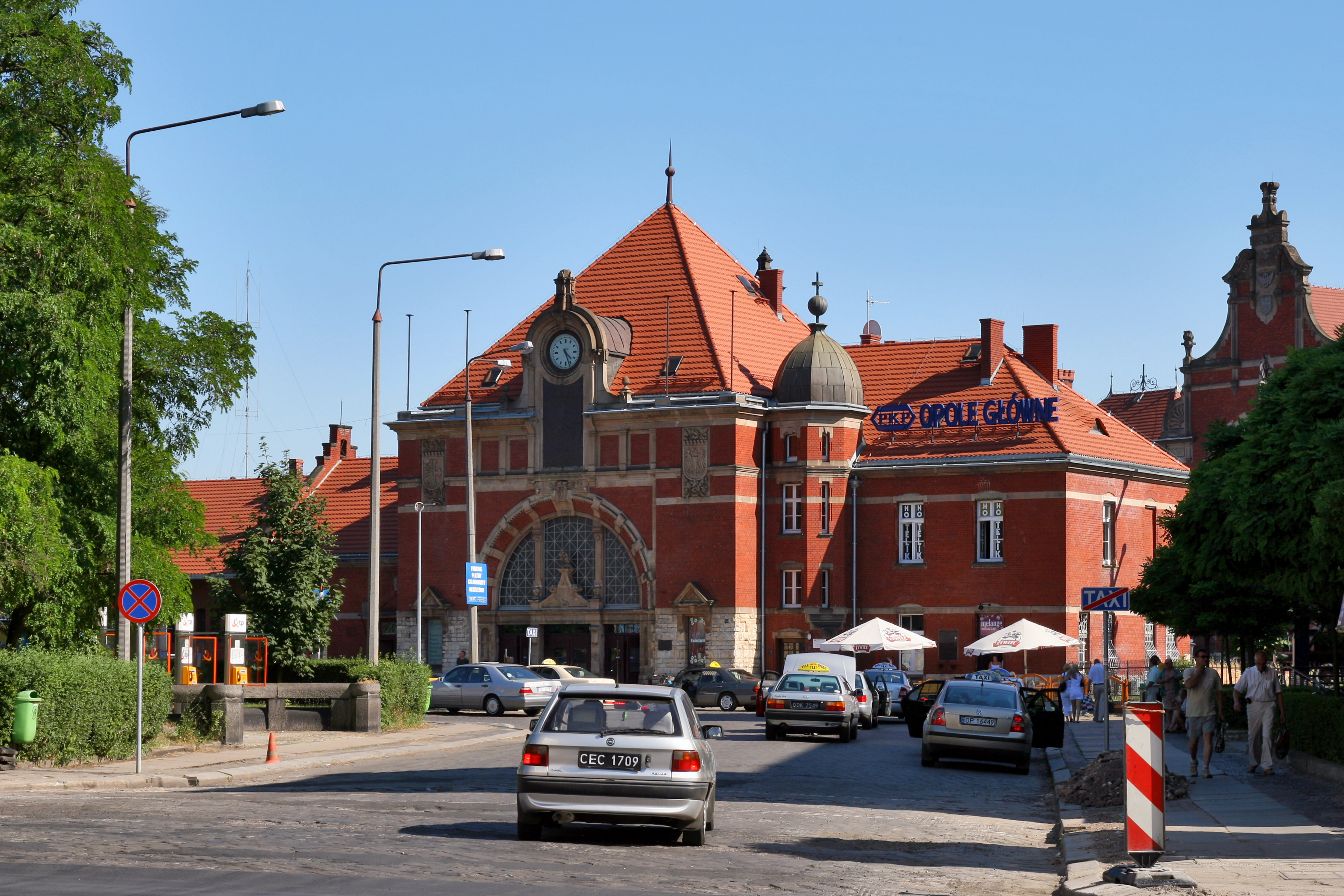
Oppelner Hauptbahnhof

Opole ist ein wichtiger Eisenbahnknotenpunkt mit Verbindungen in alle Himmelsrichtungen. Nach Inbetriebnahme der Bahnstrecke Beuthen–Breslau am 29. Mai 1843 war der Oppelner Hauptbahnhof das dritte Gebäude der späteren Reichsbahn. Oppeln war Sitz der Reichsbahndirektion Oppeln. Das heutige Gebäude des Hauptbahnhofes wurde um 1899 errichtet; die Fassade vereinigt mehrere unterschiedliche Baustile.
Die Stadt verfügt weiterhin über folgende Bahnhöfe und Haltepunkte, die von Regionalzügen angefahren werden: Opole Gosławice (dt. Goslawitz/Ehrenfeld; Bahnstrecke Opole–Namysłów); Opole Groszowice (Groschowitz; Bahnstrecke Bytom–Wrocław und Bahnstrecke Kędzierzyn-Koźle–Opole); Opole Grotowice (Bahnstrecke Kędzierzyn-Koźle–Opole); Opole Wschodnie (Oppeln Ost; Bahnstrecke Opole–Wrocław); Opole Zachodnie (dt. Oppeln West; Bahnstrecke Bytom–Wrocław)
Im Straßenpersonennahverkehr befördern über 100 Busse jährlich 25 Millionen Fahrgäste. Die Gesamtlänge aller innenstädtischer Linien beträgt etwa 120 km.

#### Straßen
An Opole vorbei verläuft die Autobahn 4 (E 40) (Grenzübergang Ludwigsdorf, Deutschland–Breslau–Krakau–Grenzübergang Korczowa/Krakiwez, Ukraine). Durch Opole verlaufen die Fernverkehrsstraßen 45, 46 und 94 sowie weitere wichtige Verbindungsstraßen.

#### Flughafen
Der etwa 24 Kilometer entfernte Flugplatz Opole-Kamień Śląski befindet sich im Dorf Kamień Śląski (Groß Stein) in der Gemeinde Gogolin. Im nahe gelegenen Polnisch Neudorf (Polska Nowa Wieś) gibt es einen Flugplatz, der durch den Aeroklub Opolski betrieben wird. Die nächsten internationalen Flughäfen sind der Nikolaus-Kopernikus-Flughafen Breslau und der Flughafen Katowice.

#### Schiffsverkehr
Die Oder diente bereits früh der Binnenschifffahrt, weist aber einen deutlichen Rückgang in den jährlichen Transportzahlen auf. So konnten nach dem Zweiten Weltkrieg jährlich rund 23 Millionen Tonnen Güter befördert werden. Bis 2006 sank die Transportmenge der gesamten polnischen Binnenschifffahrt auf rund 6,6 Millionen Tonnen; bis 2012 ging diese weiter zurück auf unter 3 Millionen Tonnen. Durch das Projekt Odra 2006 sollte das jährliche Transportvolumen auf der Oder auf 20 Millionen Tonnen erhöht werden, das Projekt wurde jedoch mit Regierungsbeschluss vom 28. November 2014 eingestellt.

### Medien

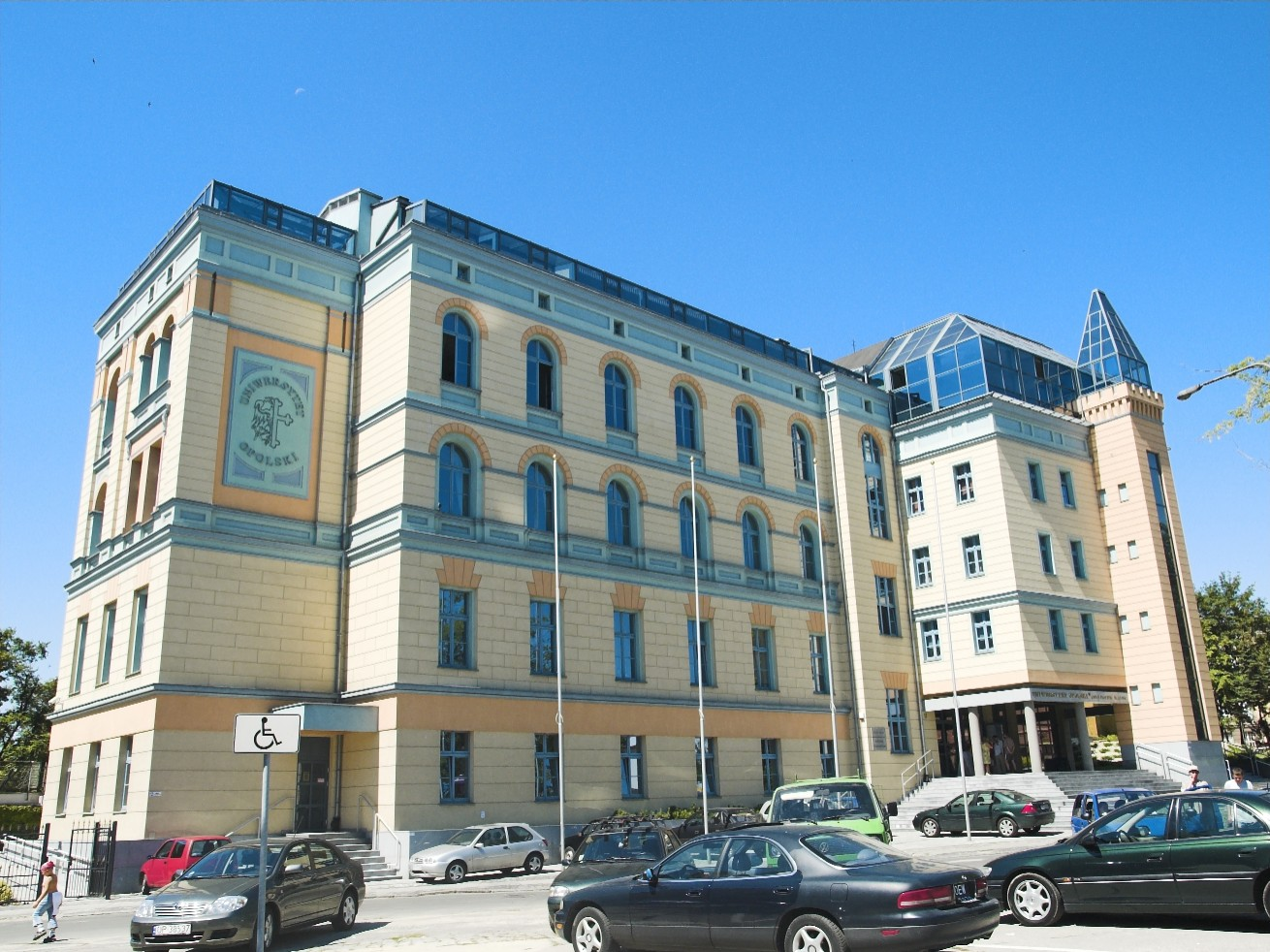
Collegium Maius der Universität Opole

- Nowa Trybuna Opolska
- Polskie Radio Opole
- Schlesien Journal
- Schlesisches Wochenblatt

### Bildung und Forschung
Opole ist ein wichtiger Bildungsstandort mit etwa 32.000 Studenten an den fünf Hochschulen der Stadt. Davon sind die Universität Opole, die Technische Universität Opole und die Staatliche Fachhochschule für Medizin Oppeln (polnisch Państwowa Medyczna Wyższa Szkoła Zawodowa w Opolu) öffentliche Hochschulen, während es sich bei der Hochschule der Verwaltung und der Administration (polnisch Wyższa Szkoła Zarządzania i Administracji w Opolu) sowie der Oppelner Außenstelle der Bogdan-Jański-Hochschule (polnisch Szkoła Wyższa im. Bogdana Jańskiego) um private Hochschulen handelt.
An Forschungseinrichtungen sind in Opole das Institut für Mineralbaustoffe (polnisch Instytutu Mineralnych Materia ów. Budowlanych) und das Schlesische Institut (Instytut Śląski w Opolu) beheimatet.

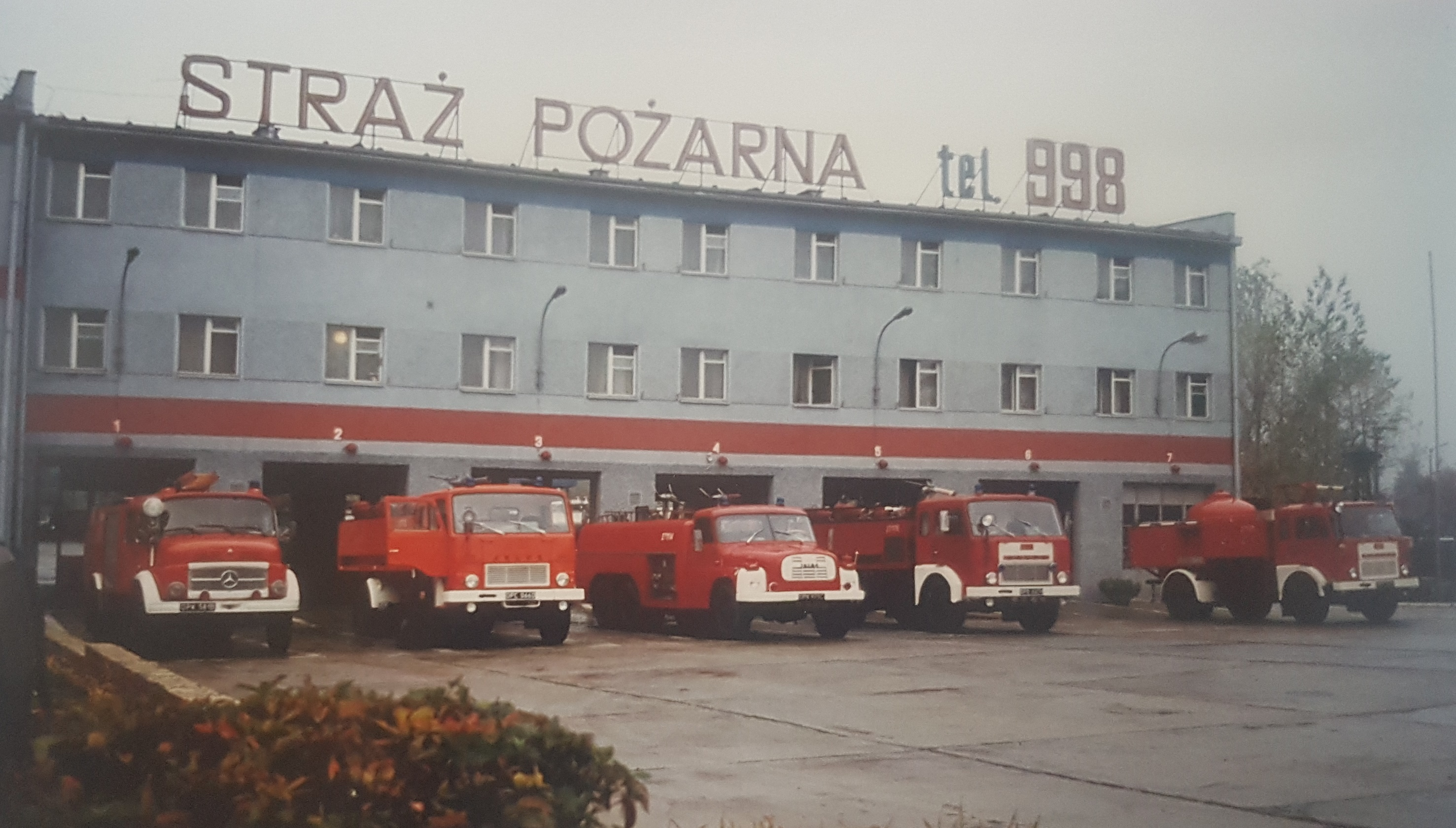
Feuerwache Opole im Oktober 1987

### Öffentliche Einrichtungen
Die Feuerwehr Opole sorgt für den Brandschutz und die allgemeine Hilfe in ihrem Stadtgebiet und darüber hinaus. Die Freiwillige Feuerwehr Oppeln gründete sich bereits im Jahr 1862 und gehörte ein Jahr später dem Schlesischen Feuerwehrverband an. In Opole befindet sich heute ein großer Feuerwehrkomplex, der aus einer Berufsfeuerwehr einschließlich Wasserrettung, dem Woiwodschaftskommando mit der Feuerwehrschule sowie aus dem Kreiskommando besteht.